# Lista de asteroides (263001-264000)
Esta é uma lista parcial de asteroides, do asteroide número 263001 até o 264000, inclusive. Veja também o índice com todas as listas disponíveis.

| Objeto Próximos à Terra | Cinturão de asteroides (interno) | Cinturão de asteroides (externo) | Centauro       |
| Cruzador de Marte       | Cinturão de asteroides (meio)    | Troianos de Júpiter              | Transnetuniano |

Veja mais dados de cada asteroide na ligação externa para o Minor Planet Center na última coluna.
Índice: 263001... 263101... 263201... 263301... 263401... 263501... 263601... 263701... 263801... 263901... 

## 263001–263100
| Designação | Designação | Descoberta  | Descoberta     | Descobridor(es)     | Categoria | Mais informações / Referência |
| Permanente | Provisória | Data        | Local          | Descobridor(es)     | Categoria | Mais informações / Referência |
| ---------- | ---------- | ----------- | -------------- | ------------------- | --------- | ----------------------------- |
| 263001     | 2007 ES115 | 13 mar 2007 | Mount Lemmon   | Mount Lemmon Survey | —         | MPC                           |
| 263002     | 2007 EL116 | 13 mar 2007 | Mount Lemmon   | Mount Lemmon Survey | Brangane  | MPC                           |
| 263003     | 2007 ER126 | 9 mar 2007  | Mount Lemmon   | Mount Lemmon Survey | —         | MPC                           |
| 263004     | 2007 EX128 | 9 mar 2007  | Mount Lemmon   | Mount Lemmon Survey | —         | MPC                           |
| 263005     | 2007 EP129 | 9 mar 2007  | Mount Lemmon   | Mount Lemmon Survey | —         | MPC                           |
| 263006     | 2007 EM131 | 9 mar 2007  | Mount Lemmon   | Mount Lemmon Survey | —         | MPC                           |
| 263007     | 2007 EA140 | 12 mar 2007 | Kitt Peak      | Spacewatch          | —         | MPC                           |
| 263008     | 2007 EU152 | 12 mar 2007 | Mount Lemmon   | Mount Lemmon Survey | —         | MPC                           |
| 263009     | 2007 EX152 | 12 mar 2007 | Mount Lemmon   | Mount Lemmon Survey | —         | MPC                           |
| 263010     | 2007 EH153 | 12 mar 2007 | Mount Lemmon   | Mount Lemmon Survey | —         | MPC                           |
| 263011     | 2007 ET163 | 15 mar 2007 | Kitt Peak      | Spacewatch          | —         | MPC                           |
| 263012     | 2007 ES166 | 11 mar 2007 | Mount Lemmon   | Mount Lemmon Survey | —         | MPC                           |
| 263013     | 2007 EF167 | 12 mar 2007 | Kitt Peak      | Spacewatch          | Ursula    | MPC                           |
| 263014     | 2007 ED170 | 14 mar 2007 | Socorro        | LINEAR              | —         | MPC                           |
| 263015     | 2007 EM171 | 11 mar 2007 | Mount Lemmon   | Mount Lemmon Survey | Ursula    | MPC                           |
| 263016     | 2007 ET182 | 14 mar 2007 | Kitt Peak      | Spacewatch          | —         | MPC                           |
| 263017     | 2007 EA192 | 13 mar 2007 | Kitt Peak      | Spacewatch          | —         | MPC                           |
| 263018     | 2007 EP196 | 15 mar 2007 | Kitt Peak      | Spacewatch          | —         | MPC                           |
| 263019     | 2007 EU199 | 9 mar 2007  | Kitt Peak      | Spacewatch          | Brangane  | MPC                           |
| 263020     | 2007 EL200 | 12 mar 2007 | Catalina       | CSS                 | Maria     | MPC                           |
| 263021     | 2007 EW202 | 10 mar 2007 | Palomar        | NEAT                | —         | MPC                           |
| 263022     | 2007 EV206 | 13 mar 2007 | Kitt Peak      | Spacewatch          | Ursula    | MPC                           |
| 263023     | 2007 EF210 | 8 mar 2007  | Palomar        | NEAT                | —         | MPC                           |
| 263024     | 2007 EB211 | 8 mar 2007  | Palomar        | NEAT                | —         | MPC                           |
| 263025     | 2007 ES213 | 9 mar 2007  | Mount Lemmon   | Mount Lemmon Survey | —         | MPC                           |
| 263026     | 2007 ED214 | 13 mar 2007 | Mount Lemmon   | Mount Lemmon Survey | —         | MPC                           |
| 263027     | 2007 EM220 | 14 mar 2007 | Mount Lemmon   | Mount Lemmon Survey | Brangane  | MPC                           |
| 263028     | 2007 EH221 | 14 mar 2007 | Mount Lemmon   | Mount Lemmon Survey | —         | MPC                           |
| 263029     | 2007 EZ223 | 13 mar 2007 | Kitt Peak      | Spacewatch          | —         | MPC                           |
| 263030     | 2007 FB21  | 20 mar 2007 | Kitt Peak      | Spacewatch          | Ursula    | MPC                           |
| 263031     | 2007 FV22  | 20 mar 2007 | Kitt Peak      | Spacewatch          | Ursula    | MPC                           |
| 263032     | 2007 FE42  | 26 mar 2007 | Mount Lemmon   | Mount Lemmon Survey | —         | MPC                           |
| 263033     | 2007 FV43  | 25 mar 2007 | Mount Lemmon   | Mount Lemmon Survey | —         | MPC                           |
| 263034     | 2007 FK45  | 26 mar 2007 | Mount Lemmon   | Mount Lemmon Survey | —         | MPC                           |
| 263035     | 2007 GF4   | 12 abr 2007 | Črni Vrh       | Črni Vrh            | —         | MPC                           |
| 263036     | 2007 GT6   | 7 abr 2007  | Mount Lemmon   | Mount Lemmon Survey | —         | MPC                           |
| 263037     | 2007 GO30  | 14 abr 2007 | Mount Lemmon   | Mount Lemmon Survey | —         | MPC                           |
| 263038     | 2007 GL31  | 15 abr 2007 | Kitt Peak      | Spacewatch          | —         | MPC                           |
| 263039     | 2007 GT41  | 14 abr 2007 | Kitt Peak      | Spacewatch          | —         | MPC                           |
| 263040     | 2007 GY42  | 14 abr 2007 | Kitt Peak      | Spacewatch          | Ursula    | MPC                           |
| 263041     | 2007 GC47  | 14 abr 2007 | Kitt Peak      | Spacewatch          | —         | MPC                           |
| 263042     | 2007 GV73  | 15 abr 2007 | Catalina       | CSS                 | —         | MPC                           |
| 263043     | 2007 GL74  | 15 abr 2007 | Socorro        | LINEAR              | —         | MPC                           |
| 263044     | 2007 HB5   | 19 abr 2007 | Great Shefford | P. Birtwhistle      | —         | MPC                           |
| 263045     | 2007 HE7   | 16 abr 2007 | Catalina       | CSS                 | —         | MPC                           |
| 263046     | 2007 HE13  | 16 abr 2007 | Catalina       | CSS                 | —         | MPC                           |
| 263047     | 2007 HZ22  | 18 abr 2007 | Kitt Peak      | Spacewatch          | —         | MPC                           |
| 263048     | 2007 HE23  | 18 abr 2007 | Kitt Peak      | Spacewatch          | —         | MPC                           |
| 263049     | 2007 HM30  | 19 abr 2007 | Mount Lemmon   | Mount Lemmon Survey | —         | MPC                           |
| 263050     | 2007 HD48  | 20 abr 2007 | Kitt Peak      | Spacewatch          | —         | MPC                           |
| 263051     | 2007 HV48  | 20 abr 2007 | Kitt Peak      | Spacewatch          | —         | MPC                           |
| 263052     | 2007 HF49  | 20 abr 2007 | Kitt Peak      | Spacewatch          | —         | MPC                           |
| 263053     | 2007 HX49  | 20 abr 2007 | Kitt Peak      | Spacewatch          | —         | MPC                           |
| 263054     | 2007 HE55  | 22 abr 2007 | Kitt Peak      | Spacewatch          | —         | MPC                           |
| 263055     | 2007 HK55  | 22 abr 2007 | Kitt Peak      | Spacewatch          | —         | MPC                           |
| 263056     | 2007 HL58  | 23 abr 2007 | Catalina       | CSS                 | —         | MPC                           |
| 263057     | 2007 HU58  | 23 abr 2007 | Catalina       | CSS                 | —         | MPC                           |
| 263058     | 2007 HW67  | 23 abr 2007 | Kitt Peak      | Spacewatch          | —         | MPC                           |
| 263059     | 2007 HZ67  | 23 abr 2007 | Kitt Peak      | Spacewatch          | —         | MPC                           |
| 263060     | 2007 HM88  | 19 abr 2007 | Kitt Peak      | Spacewatch          | —         | MPC                           |
| 263061     | 2007 HC90  | 18 abr 2007 | Anderson Mesa  | LONEOS              | —         | MPC                           |
| 263062     | 2007 HO95  | 16 abr 2007 | Catalina       | CSS                 | —         | MPC                           |
| 263063     | 2007 HT97  | 22 abr 2007 | Mount Lemmon   | Mount Lemmon Survey | Ursula    | MPC                           |
| 263064     | 2007 JA11  | 7 mai 2007  | Kitt Peak      | Spacewatch          | —         | MPC                           |
| 263065     | 2007 JX18  | 9 mai 2007  | Kitt Peak      | Spacewatch          | —         | MPC                           |
| 263066     | 2007 JW20  | 11 mai 2007 | Catalina       | CSS                 | —         | MPC                           |
| 263067     | 2007 JA22  | 10 mai 2007 | Kitt Peak      | Spacewatch          | Brangane  | MPC                           |
| 263068     | 2007 JL31  | 12 mai 2007 | Mount Lemmon   | Mount Lemmon Survey | —         | MPC                           |
| 263069     | 2007 JL32  | 12 mai 2007 | Mount Lemmon   | Mount Lemmon Survey | —         | MPC                           |
| 263070     | 2007 KY7   | 17 mai 2007 | Catalina       | CSS                 | —         | MPC                           |
| 263071     | 2007 KT8   | 17 mai 2007 | Catalina       | CSS                 | —         | MPC                           |
| 263072     | 2007 LN4   | 8 jun 2007  | Kitt Peak      | Spacewatch          | —         | MPC                           |
| 263073     | 2007 LQ24  | 14 jun 2007 | Kitt Peak      | Spacewatch          | Ursula    | MPC                           |
| 263074     | 2007 NA2   | 13 jul 2007 | La Sagra       | Mallorca Obs.       | —         | MPC                           |
| 263075     | 2007 OW6   | 22 jul 2007 | La Sagra       | Mallorca Obs.       | —         | MPC                           |
| 263076     | 2007 RZ14  | 11 set 2007 | Remanzacco     | Remanzacco Obs.     | —         | MPC                           |
| 263077     | 2007 RE116 | 11 set 2007 | Kitt Peak      | Spacewatch          | —         | MPC                           |
| 263078     | 2007 RU150 | 8 set 2007  | Siding Spring  | SSS                 | Vesta     | MPC                           |
| 263079     | 2007 RU191 | 11 set 2007 | Kitt Peak      | Spacewatch          | —         | MPC                           |
| 263080     | 2007 RU226 | 10 set 2007 | Kitt Peak      | Spacewatch          | Vesta     | MPC                           |
| 263081     | 2007 RX233 | 12 set 2007 | Catalina       | CSS                 | —         | MPC                           |
| 263082     | 2007 RT237 | 14 set 2007 | Kitt Peak      | Spacewatch          | —         | MPC                           |
| 263083     | 2007 RQ244 | 11 set 2007 | Kitt Peak      | Spacewatch          | —         | MPC                           |
| 263084     | 2007 RV292 | 12 set 2007 | Mount Lemmon   | Mount Lemmon Survey | —         | MPC                           |
| 263085     | 2007 SS7   | 18 set 2007 | Kitt Peak      | Spacewatch          | —         | MPC                           |
| 263086     | 2007 SX15  | 30 set 2007 | Kitt Peak      | Spacewatch          | —         | MPC                           |
| 263087     | 2007 SB20  | 25 set 2007 | Mount Lemmon   | Mount Lemmon Survey | —         | MPC                           |
| 263088     | 2007 TL11  | 6 out 2007  | Socorro        | LINEAR              | —         | MPC                           |
| 263089     | 2007 TE39  | 6 out 2007  | Kitt Peak      | Spacewatch          | —         | MPC                           |
| 263090     | 2007 TE47  | 4 out 2007  | Kitt Peak      | Spacewatch          | —         | MPC                           |
| 263091     | 2007 TH64  | 7 out 2007  | Mount Lemmon   | Mount Lemmon Survey | —         | MPC                           |
| 263092     | 2007 TB69  | 9 out 2007  | Catalina       | CSS                 | Juno      | MPC                           |
| 263093     | 2007 TG115 | 8 out 2007  | Anderson Mesa  | LONEOS              | —         | MPC                           |
| 263094     | 2007 TF128 | 6 out 2007  | Kitt Peak      | Spacewatch          | —         | MPC                           |
| 263095     | 2007 TR136 | 8 out 2007  | Catalina       | CSS                 | —         | MPC                           |
| 263096     | 2007 TO161 | 11 out 2007 | Socorro        | LINEAR              | Vesta     | MPC                           |
| 263097     | 2007 TF213 | 7 out 2007  | Kitt Peak      | Spacewatch          | —         | MPC                           |
| 263098     | 2007 TL215 | 7 out 2007  | Kitt Peak      | Spacewatch          | —         | MPC                           |
| 263099     | 2007 TO217 | 7 out 2007  | Kitt Peak      | Spacewatch          | —         | MPC                           |
| 263100     | 2007 TX229 | 8 out 2007  | Kitt Peak      | Spacewatch          | —         | MPC                           |

## 263101–263200
| Designação | Designação | Descoberta  | Descoberta       | Descobridor(es)     | Categoria | Mais informações / Referência |
| Permanente | Provisória | Data        | Local            | Descobridor(es)     | Categoria | Mais informações / Referência |
| ---------- | ---------- | ----------- | ---------------- | ------------------- | --------- | ----------------------------- |
| 263101     | 2007 TO254 | 8 out 2007  | Mount Lemmon     | Mount Lemmon Survey | —         | MPC                           |
| 263102     | 2007 TZ268 | 9 out 2007  | Kitt Peak        | Spacewatch          | Mitidika  | MPC                           |
| 263103     | 2007 TD299 | 12 out 2007 | Kitt Peak        | Spacewatch          | —         | MPC                           |
| 263104     | 2007 TT299 | 12 out 2007 | Kitt Peak        | Spacewatch          | —         | MPC                           |
| 263105     | 2007 TV332 | 11 out 2007 | Kitt Peak        | Spacewatch          | —         | MPC                           |
| 263106     | 2007 TY338 | 15 out 2007 | Kitt Peak        | Spacewatch          | —         | MPC                           |
| 263107     | 2007 TO366 | 9 out 2007  | Kitt Peak        | Spacewatch          | —         | MPC                           |
| 263108     | 2007 TS377 | 11 out 2007 | Kitt Peak        | Spacewatch          | —         | MPC                           |
| 263109     | 2007 TP380 | 14 out 2007 | Kitt Peak        | Spacewatch          | —         | MPC                           |
| 263110     | 2007 TV381 | 14 out 2007 | Kitt Peak        | Spacewatch          | —         | MPC                           |
| 263111     | 2007 TJ383 | 14 out 2007 | Kitt Peak        | Spacewatch          | —         | MPC                           |
| 263112     | 2007 TB385 | 14 out 2007 | Mount Lemmon     | Mount Lemmon Survey | —         | MPC                           |
| 263113     | 2007 TX392 | 15 out 2007 | Mount Lemmon     | Mount Lemmon Survey | —         | MPC                           |
| 263114     | 2007 UV    | 17 out 2007 | Catalina         | CSS                 | —         | MPC                           |
| 263115     | 2007 UB3   | 16 out 2007 | 7300 Observatory | W. K. Y. Yeung      | —         | MPC                           |
| 263116     | 2007 UN46  | 20 out 2007 | Catalina         | CSS                 | —         | MPC                           |
| 263117     | 2007 UQ47  | 19 out 2007 | Anderson Mesa    | LONEOS              | —         | MPC                           |
| 263118     | 2007 UQ50  | 24 out 2007 | Mount Lemmon     | Mount Lemmon Survey | —         | MPC                           |
| 263119     | 2007 UR58  | 30 out 2007 | Mount Lemmon     | Mount Lemmon Survey | —         | MPC                           |
| 263120     | 2007 UN90  | 30 out 2007 | Mount Lemmon     | Mount Lemmon Survey | —         | MPC                           |
| 263121     | 2007 UU107 | 30 out 2007 | Kitt Peak        | Spacewatch          | —         | MPC                           |
| 263122     | 2007 VC6   | 3 nov 2007  | Mount Lemmon     | Mount Lemmon Survey | Vesta     | MPC                           |
| 263123     | 2007 VZ43  | 1 nov 2007  | Kitt Peak        | Spacewatch          | —         | MPC                           |
| 263124     | 2007 VP44  | 1 nov 2007  | Kitt Peak        | Spacewatch          | —         | MPC                           |
| 263125     | 2007 VB56  | 1 nov 2007  | Kitt Peak        | Spacewatch          | —         | MPC                           |
| 263126     | 2007 VX63  | 1 nov 2007  | Kitt Peak        | Spacewatch          | —         | MPC                           |
| 263127     | 2007 VG83  | 4 nov 2007  | Mount Lemmon     | Mount Lemmon Survey | —         | MPC                           |
| 263128     | 2007 VB84  | 7 nov 2007  | La Sagra         | Mallorca Obs.       | —         | MPC                           |
| 263129     | 2007 VJ84  | 5 nov 2007  | Catalina         | CSS                 | —         | MPC                           |
| 263130     | 2007 VB89  | 3 nov 2007  | Socorro          | LINEAR              | —         | MPC                           |
| 263131     | 2007 VH90  | 4 nov 2007  | Socorro          | LINEAR              | —         | MPC                           |
| 263132     | 2007 VS90  | 5 nov 2007  | Socorro          | LINEAR              | —         | MPC                           |
| 263133     | 2007 VY90  | 6 nov 2007  | Socorro          | LINEAR              | —         | MPC                           |
| 263134     | 2007 VF97  | 1 nov 2007  | Kitt Peak        | Spacewatch          | —         | MPC                           |
| 263135     | 2007 VH121 | 5 nov 2007  | Kitt Peak        | Spacewatch          | —         | MPC                           |
| 263136     | 2007 VH125 | 5 nov 2007  | Purple Mountain  | PMO NEO             | —         | MPC                           |
| 263137     | 2007 VD145 | 4 nov 2007  | Kitt Peak        | Spacewatch          | —         | MPC                           |
| 263138     | 2007 VF153 | 3 nov 2007  | Kitt Peak        | Spacewatch          | —         | MPC                           |
| 263139     | 2007 VJ170 | 6 nov 2007  | Kitt Peak        | Spacewatch          | —         | MPC                           |
| 263140     | 2007 VS183 | 8 nov 2007  | Mount Lemmon     | Mount Lemmon Survey | —         | MPC                           |
| 263141     | 2007 VO191 | 4 nov 2007  | Mount Lemmon     | Mount Lemmon Survey | —         | MPC                           |
| 263142     | 2007 VF197 | 7 nov 2007  | Mount Lemmon     | Mount Lemmon Survey | —         | MPC                           |
| 263143     | 2007 VO198 | 8 nov 2007  | Mount Lemmon     | Mount Lemmon Survey | —         | MPC                           |
| 263144     | 2007 VZ201 | 5 nov 2007  | Kitt Peak        | Spacewatch          | —         | MPC                           |
| 263145     | 2007 VA204 | 9 nov 2007  | Kitt Peak        | Spacewatch          | —         | MPC                           |
| 263146     | 2007 VE207 | 9 nov 2007  | Mount Lemmon     | Mount Lemmon Survey | —         | MPC                           |
| 263147     | 2007 VZ216 | 9 nov 2007  | Kitt Peak        | Spacewatch          | —         | MPC                           |
| 263148     | 2007 VN219 | 9 nov 2007  | Kitt Peak        | Spacewatch          | Mitidika  | MPC                           |
| 263149     | 2007 VE232 | 7 nov 2007  | Kitt Peak        | Spacewatch          | —         | MPC                           |
| 263150     | 2007 VN239 | 13 nov 2007 | Kitt Peak        | Spacewatch          | —         | MPC                           |
| 263151     | 2007 VJ245 | 14 nov 2007 | Bisei SG Center  | BATTeRS             | —         | MPC                           |
| 263152     | 2007 VZ253 | 14 nov 2007 | Anderson Mesa    | LONEOS              | —         | MPC                           |
| 263153     | 2007 VW254 | 15 nov 2007 | Mount Lemmon     | Mount Lemmon Survey | —         | MPC                           |
| 263154     | 2007 VD260 | 15 nov 2007 | Anderson Mesa    | LONEOS              | —         | MPC                           |
| 263155     | 2007 VG273 | 12 nov 2007 | Catalina         | CSS                 | —         | MPC                           |
| 263156     | 2007 VV275 | 13 nov 2007 | Kitt Peak        | Spacewatch          | —         | MPC                           |
| 263157     | 2007 VL280 | 14 nov 2007 | Kitt Peak        | Spacewatch          | —         | MPC                           |
| 263158     | 2007 VF286 | 14 nov 2007 | Kitt Peak        | Spacewatch          | —         | MPC                           |
| 263159     | 2007 VZ300 | 15 nov 2007 | Anderson Mesa    | LONEOS              | —         | MPC                           |
| 263160     | 2007 VD303 | 3 nov 2007  | Catalina         | CSS                 | —         | MPC                           |
| 263161     | 2007 VQ305 | 3 nov 2007  | Mount Lemmon     | Mount Lemmon Survey | —         | MPC                           |
| 263162     | 2007 VS306 | 1 nov 2007  | Kitt Peak        | Spacewatch          | —         | MPC                           |
| 263163     | 2007 VQ309 | 2 nov 2007  | Mount Lemmon     | Mount Lemmon Survey | —         | MPC                           |
| 263164     | 2007 VW309 | 4 nov 2007  | Mount Lemmon     | Mount Lemmon Survey | —         | MPC                           |
| 263165     | 2007 VN311 | 11 nov 2007 | Mount Lemmon     | Mount Lemmon Survey | —         | MPC                           |
| 263166     | 2007 VP311 | 12 nov 2007 | Mount Lemmon     | Mount Lemmon Survey | —         | MPC                           |
| 263167     | 2007 VV313 | 11 nov 2007 | Mount Lemmon     | Mount Lemmon Survey | —         | MPC                           |
| 263168     | 2007 VW313 | 13 nov 2007 | Mount Lemmon     | Mount Lemmon Survey | —         | MPC                           |
| 263169     | 2007 WW20  | 18 nov 2007 | Mount Lemmon     | Mount Lemmon Survey | —         | MPC                           |
| 263170     | 2007 WX20  | 18 nov 2007 | Mount Lemmon     | Mount Lemmon Survey | —         | MPC                           |
| 263171     | 2007 WY20  | 18 nov 2007 | Mount Lemmon     | Mount Lemmon Survey | —         | MPC                           |
| 263172     | 2007 WN52  | 20 nov 2007 | Mount Lemmon     | Mount Lemmon Survey | —         | MPC                           |
| 263173     | 2007 WA54  | 18 nov 2007 | Mount Lemmon     | Mount Lemmon Survey | —         | MPC                           |
| 263174     | 2007 XA    | 1 dez 2007  | Bisei SG Center  | BATTeRS             | —         | MPC                           |
| 263175     | 2007 XO4   | 3 dez 2007  | Catalina         | CSS                 | —         | MPC                           |
| 263176     | 2007 XO16  | 3 dez 2007  | Kitt Peak        | Spacewatch          | —         | MPC                           |
| 263177     | 2007 XW25  | 15 dez 2007 | Dauban           | Chante-Perdrix Obs. | —         | MPC                           |
| 263178     | 2007 XE30  | 15 dez 2007 | Catalina         | CSS                 | —         | MPC                           |
| 263179     | 2007 XP33  | 10 dez 2007 | Socorro          | LINEAR              | —         | MPC                           |
| 263180     | 2007 XG38  | 13 dez 2007 | Socorro          | LINEAR              | —         | MPC                           |
| 263181     | 2007 XV51  | 5 dez 2007  | Kitt Peak        | Spacewatch          | —         | MPC                           |
| 263182     | 2007 XB52  | 5 dez 2007  | Kitt Peak        | Spacewatch          | —         | MPC                           |
| 263183     | 2007 XK54  | 5 dez 2007  | Kitt Peak        | Spacewatch          | —         | MPC                           |
| 263184     | 2007 YM2   | 16 dez 2007 | Great Shefford   | P. Birtwhistle      | —         | MPC                           |
| 263185     | 2007 YO12  | 17 dez 2007 | Mount Lemmon     | Mount Lemmon Survey | —         | MPC                           |
| 263186     | 2007 YK14  | 17 dez 2007 | Mount Lemmon     | Mount Lemmon Survey | —         | MPC                           |
| 263187     | 2007 YH23  | 16 dez 2007 | Mount Lemmon     | Mount Lemmon Survey | —         | MPC                           |
| 263188     | 2007 YP32  | 28 dez 2007 | Kitt Peak        | Spacewatch          | —         | MPC                           |
| 263189     | 2007 YW38  | 30 dez 2007 | Mount Lemmon     | Mount Lemmon Survey | —         | MPC                           |
| 263190     | 2007 YT41  | 30 dez 2007 | Kitt Peak        | Spacewatch          | —         | MPC                           |
| 263191     | 2007 YT42  | 30 dez 2007 | Catalina         | CSS                 | —         | MPC                           |
| 263192     | 2007 YM43  | 30 dez 2007 | Kitt Peak        | Spacewatch          | —         | MPC                           |
| 263193     | 2007 YE46  | 30 dez 2007 | Kitt Peak        | Spacewatch          | —         | MPC                           |
| 263194     | 2007 YN48  | 28 dez 2007 | Kitt Peak        | Spacewatch          | —         | MPC                           |
| 263195     | 2007 YR50  | 28 dez 2007 | Kitt Peak        | Spacewatch          | —         | MPC                           |
| 263196     | 2007 YC55  | 31 dez 2007 | Kitt Peak        | Spacewatch          | —         | MPC                           |
| 263197     | 2007 YD57  | 30 dez 2007 | Kitt Peak        | Spacewatch          | —         | MPC                           |
| 263198     | 2007 YX60  | 31 dez 2007 | Catalina         | CSS                 | —         | MPC                           |
| 263199     | 2007 YB64  | 30 dez 2007 | Kitt Peak        | Spacewatch          | Mitidika  | MPC                           |
| 263200     | 2008 AO    | 1 jan 2008  | Kitt Peak        | Spacewatch          | —         | MPC                           |

## 263201–263300
| Designação       | Designação | Descoberta  | Descoberta        | Descobridor(es)             | Categoria | Mais informações / Referência |
| Permanente       | Provisória | Data        | Local             | Descobridor(es)             | Categoria | Mais informações / Referência |
| ---------------- | ---------- | ----------- | ----------------- | --------------------------- | --------- | ----------------------------- |
| 263201           | 2008 AU1   | 8 jan 2008  | Dauban            | F. Kugel                    | —         | MPC                           |
| 263202           | 2008 AN3   | 9 jan 2008  | Jarnac            | Jarnac Obs.                 | —         | MPC                           |
| 263203           | 2008 AP3   | 5 jan 2008  | Mayhill           | A. Lowe                     | —         | MPC                           |
| 263204           | 2008 AJ6   | 10 jan 2008 | Mount Lemmon      | Mount Lemmon Survey         | —         | MPC                           |
| 263205           | 2008 AQ14  | 10 jan 2008 | Kitt Peak         | Spacewatch                  | —         | MPC                           |
| 263206           | 2008 AS19  | 10 jan 2008 | Mount Lemmon      | Mount Lemmon Survey         | —         | MPC                           |
| 263207           | 2008 AJ24  | 10 jan 2008 | Mount Lemmon      | Mount Lemmon Survey         | —         | MPC                           |
| 263208           | 2008 AV24  | 10 jan 2008 | Mount Lemmon      | Mount Lemmon Survey         | —         | MPC                           |
| 263209           | 2008 AH25  | 10 jan 2008 | Mount Lemmon      | Mount Lemmon Survey         | —         | MPC                           |
| 263210           | 2008 AN26  | 10 jan 2008 | Catalina          | CSS                         | —         | MPC                           |
| 263211           | 2008 AP26  | 10 jan 2008 | Catalina          | CSS                         | —         | MPC                           |
| 263212           | 2008 AU27  | 10 jan 2008 | Mount Lemmon      | Mount Lemmon Survey         | Mitidika  | MPC                           |
| 263213           | 2008 AX27  | 10 jan 2008 | Mount Lemmon      | Mount Lemmon Survey         | —         | MPC                           |
| 263214           | 2008 AP30  | 11 jan 2008 | Desert Eagle      | W. K. Y. Yeung              | —         | MPC                           |
| 263215           | 2008 AE32  | 11 jan 2008 | Kitt Peak         | Spacewatch                  | —         | MPC                           |
| 263216           | 2008 AC34  | 10 jan 2008 | Kitt Peak         | Spacewatch                  | —         | MPC                           |
| 263217           | 2008 AF36  | 10 jan 2008 | Kitt Peak         | Spacewatch                  | Eos       | MPC                           |
| 263218           | 2008 AT36  | 10 jan 2008 | Catalina          | CSS                         | —         | MPC                           |
| 263219           | 2008 AL37  | 10 jan 2008 | Kitt Peak         | Spacewatch                  | —         | MPC                           |
| 263220           | 2008 AV40  | 10 jan 2008 | Mount Lemmon      | Mount Lemmon Survey         | —         | MPC                           |
| 263221           | 2008 AJ44  | 10 jan 2008 | Kitt Peak         | Spacewatch                  | —         | MPC                           |
| 263222           | 2008 AA45  | 10 jan 2008 | Catalina          | CSS                         | —         | MPC                           |
| 263223           | 2008 AF45  | 10 jan 2008 | Lulin Observatory | LUSS                        | —         | MPC                           |
| 263224           | 2008 AQ45  | 11 jan 2008 | Kitt Peak         | Spacewatch                  | —         | MPC                           |
| 263225           | 2008 AX51  | 11 jan 2008 | Kitt Peak         | Spacewatch                  | —         | MPC                           |
| 263226           | 2008 AZ52  | 11 jan 2008 | Kitt Peak         | Spacewatch                  | —         | MPC                           |
| 263227           | 2008 AK58  | 11 jan 2008 | Kitt Peak         | Spacewatch                  | —         | MPC                           |
| 263228           | 2008 AN60  | 11 jan 2008 | Kitt Peak         | Spacewatch                  | —         | MPC                           |
| 263229           | 2008 AP62  | 11 jan 2008 | Mount Lemmon      | Mount Lemmon Survey         | Ursula    | MPC                           |
| 263230           | 2008 AY65  | 11 jan 2008 | Kitt Peak         | Spacewatch                  | —         | MPC                           |
| 263231           | 2008 AA67  | 11 jan 2008 | Kitt Peak         | Spacewatch                  | —         | MPC                           |
| 263232           | 2008 AF69  | 11 jan 2008 | Kitt Peak         | Spacewatch                  | —         | MPC                           |
| 263233           | 2008 AJ69  | 11 jan 2008 | Kitt Peak         | Spacewatch                  | —         | MPC                           |
| 263234           | 2008 AP69  | 11 jan 2008 | Kitt Peak         | Spacewatch                  | —         | MPC                           |
| 263235           | 2008 AQ69  | 11 jan 2008 | Kitt Peak         | Spacewatch                  | —         | MPC                           |
| 263236           | 2008 AG77  | 12 jan 2008 | Kitt Peak         | Spacewatch                  | —         | MPC                           |
| 263237           | 2008 AT77  | 12 jan 2008 | Kitt Peak         | Spacewatch                  | —         | MPC                           |
| 263238           | 2008 AZ79  | 12 jan 2008 | Kitt Peak         | Spacewatch                  | —         | MPC                           |
| 263239           | 2008 AY83  | 15 jan 2008 | Mount Lemmon      | Mount Lemmon Survey         | —         | MPC                           |
| 263240           | 2008 AA101 | 14 jan 2008 | Kitt Peak         | Spacewatch                  | —         | MPC                           |
| 263241           | 2008 AT102 | 13 jan 2008 | Kitt Peak         | Spacewatch                  | —         | MPC                           |
| 263242           | 2008 AA106 | 15 jan 2008 | Mount Lemmon      | Mount Lemmon Survey         | —         | MPC                           |
| 263243           | 2008 AP107 | 15 jan 2008 | Kitt Peak         | Spacewatch                  | —         | MPC                           |
| 263244           | 2008 AE108 | 15 jan 2008 | Kitt Peak         | Spacewatch                  | —         | MPC                           |
| 263245           | 2008 AW111 | 15 jan 2008 | Kitt Peak         | Spacewatch                  | —         | MPC                           |
| 263246           | 2008 AV113 | 3 jan 2008  | Lulin             | LUSS                        | —         | MPC                           |
| 263247           | 2008 AK114 | 10 jan 2008 | Mount Lemmon      | Mount Lemmon Survey         | —         | MPC                           |
| 263248           | 2008 AN115 | 10 jan 2008 | Mount Lemmon      | Mount Lemmon Survey         | —         | MPC                           |
| 263249           | 2008 AW115 | 11 jan 2008 | Mount Lemmon      | Mount Lemmon Survey         | —         | MPC                           |
| 263250           | 2008 AO116 | 11 jan 2008 | Kitt Peak         | Spacewatch                  | —         | MPC                           |
| 263251 Pandabear | 2008 AA119 | 6 jan 2008  | Mauna Kea         | P. A. Wiegert, A. Papadimos | —         | MPC                           |
| 263252           | 2008 BL2   | 19 jan 2008 | Pla D'Arguines    | R. Ferrando                 | —         | MPC                           |
| 263253           | 2008 BE10  | 16 jan 2008 | Kitt Peak         | Spacewatch                  | —         | MPC                           |
| 263254           | 2008 BK13  | 19 jan 2008 | Mount Lemmon      | Mount Lemmon Survey         | —         | MPC                           |
| 263255 Jultayu   | 2008 BN14  | 25 jan 2008 | La Cañada         | J. Lacruz                   | —         | MPC                           |
| 263256           | 2008 BB15  | 27 jan 2008 | Eskridge          | G. Hug                      | —         | MPC                           |
| 263257           | 2008 BV15  | 28 jan 2008 | Lulin             | LUSS                        | Mitidika  | MPC                           |
| 263258           | 2008 BF16  | 28 jan 2008 | Lulin             | LUSS                        | —         | MPC                           |
| 263259           | 2008 BH17  | 30 jan 2008 | Catalina          | CSS                         | Phocaea   | MPC                           |
| 263260           | 2008 BX17  | 30 jan 2008 | Catalina          | CSS                         | —         | MPC                           |
| 263261           | 2008 BG19  | 30 jan 2008 | Kitt Peak         | Spacewatch                  | —         | MPC                           |
| 263262           | 2008 BJ19  | 30 jan 2008 | Kitt Peak         | Spacewatch                  | —         | MPC                           |
| 263263           | 2008 BW20  | 30 jan 2008 | Mount Lemmon      | Mount Lemmon Survey         | —         | MPC                           |
| 263264           | 2008 BM22  | 31 jan 2008 | Mount Lemmon      | Mount Lemmon Survey         | —         | MPC                           |
| 263265           | 2008 BP22  | 31 jan 2008 | Mount Lemmon      | Mount Lemmon Survey         | —         | MPC                           |
| 263266           | 2008 BM23  | 31 jan 2008 | Mount Lemmon      | Mount Lemmon Survey         | —         | MPC                           |
| 263267           | 2008 BH24  | 30 jan 2008 | Kitt Peak         | Spacewatch                  | —         | MPC                           |
| 263268           | 2008 BW24  | 28 jan 2008 | Lulin             | LUSS                        | —         | MPC                           |
| 263269           | 2008 BK25  | 30 jan 2008 | Mount Lemmon      | Mount Lemmon Survey         | —         | MPC                           |
| 263270           | 2008 BP25  | 30 jan 2008 | Mount Lemmon      | Mount Lemmon Survey         | —         | MPC                           |
| 263271           | 2008 BT25  | 30 jan 2008 | Catalina          | CSS                         | —         | MPC                           |
| 263272           | 2008 BV25  | 30 jan 2008 | Catalina          | CSS                         | Phocaea   | MPC                           |
| 263273           | 2008 BW29  | 30 jan 2008 | Catalina          | CSS                         | —         | MPC                           |
| 263274           | 2008 BL30  | 30 jan 2008 | Mount Lemmon      | Mount Lemmon Survey         | —         | MPC                           |
| 263275           | 2008 BN31  | 30 jan 2008 | Mount Lemmon      | Mount Lemmon Survey         | Mitidika  | MPC                           |
| 263276           | 2008 BV31  | 30 jan 2008 | Mount Lemmon      | Mount Lemmon Survey         | —         | MPC                           |
| 263277           | 2008 BB33  | 30 jan 2008 | Kitt Peak         | Spacewatch                  | Mitidika  | MPC                           |
| 263278           | 2008 BK33  | 30 jan 2008 | Kitt Peak         | Spacewatch                  | —         | MPC                           |
| 263279           | 2008 BR33  | 30 jan 2008 | Kitt Peak         | Spacewatch                  | —         | MPC                           |
| 263280           | 2008 BA34  | 30 jan 2008 | Kitt Peak         | Spacewatch                  | —         | MPC                           |
| 263281           | 2008 BJ34  | 30 jan 2008 | Kitt Peak         | Spacewatch                  | —         | MPC                           |
| 263282           | 2008 BU35  | 30 jan 2008 | Kitt Peak         | Spacewatch                  | —         | MPC                           |
| 263283           | 2008 BH36  | 30 jan 2008 | Kitt Peak         | Spacewatch                  | —         | MPC                           |
| 263284           | 2008 BP37  | 31 jan 2008 | Catalina          | CSS                         | —         | MPC                           |
| 263285           | 2008 BL38  | 31 jan 2008 | Mount Lemmon      | Mount Lemmon Survey         | —         | MPC                           |
| 263286           | 2008 BD39  | 30 jan 2008 | Catalina          | CSS                         | —         | MPC                           |
| 263287           | 2008 BN42  | 31 jan 2008 | Catalina          | CSS                         | —         | MPC                           |
| 263288           | 2008 BZ46  | 31 jan 2008 | Mount Lemmon      | Mount Lemmon Survey         | —         | MPC                           |
| 263289           | 2008 BP47  | 30 jan 2008 | Mount Lemmon      | Mount Lemmon Survey         | —         | MPC                           |
| 263290           | 2008 BT50  | 19 jan 2008 | Kitt Peak         | Spacewatch                  | —         | MPC                           |
| 263291           | 2008 CW3   | 2 fev 2008  | Mount Lemmon      | Mount Lemmon Survey         | —         | MPC                           |
| 263292           | 2008 CJ4   | 2 fev 2008  | Mount Lemmon      | Mount Lemmon Survey         | —         | MPC                           |
| 263293           | 2008 CR4   | 2 fev 2008  | Mount Lemmon      | Mount Lemmon Survey         | Brangane  | MPC                           |
| 263294           | 2008 CQ5   | 6 fev 2008  | Socorro           | LINEAR                      | —         | MPC                           |
| 263295           | 2008 CK10  | 2 fev 2008  | Kitt Peak         | Spacewatch                  | Mitidika  | MPC                           |
| 263296           | 2008 CM11  | 3 fev 2008  | Kitt Peak         | Spacewatch                  | —         | MPC                           |
| 263297           | 2008 CU11  | 3 fev 2008  | Kitt Peak         | Spacewatch                  | —         | MPC                           |
| 263298           | 2008 CZ11  | 3 fev 2008  | Kitt Peak         | Spacewatch                  | Maria     | MPC                           |
| 263299           | 2008 CV17  | 3 fev 2008  | Kitt Peak         | Spacewatch                  | —         | MPC                           |
| 263300           | 2008 CX17  | 3 fev 2008  | Kitt Peak         | Spacewatch                  | —         | MPC                           |

## 263301–263400
| Designação | Designação | Descoberta  | Descoberta      | Descobridor(es)     | Categoria | Mais informações / Referência |
| Permanente | Provisória | Data        | Local           | Descobridor(es)     | Categoria | Mais informações / Referência |
| ---------- | ---------- | ----------- | --------------- | ------------------- | --------- | ----------------------------- |
| 263301     | 2008 CZ17  | 3 fev 2008  | Kitt Peak       | Spacewatch          | —         | MPC                           |
| 263302     | 2008 CO18  | 3 fev 2008  | Kitt Peak       | Spacewatch          | —         | MPC                           |
| 263303     | 2008 CS18  | 3 fev 2008  | Kitt Peak       | Spacewatch          | —         | MPC                           |
| 263304     | 2008 CG20  | 6 fev 2008  | Catalina        | CSS                 | —         | MPC                           |
| 263305     | 2008 CG23  | 1 fev 2008  | Kitt Peak       | Spacewatch          | Mitidika  | MPC                           |
| 263306     | 2008 CH25  | 1 fev 2008  | Kitt Peak       | Spacewatch          | —         | MPC                           |
| 263307     | 2008 CN25  | 1 fev 2008  | Kitt Peak       | Spacewatch          | —         | MPC                           |
| 263308     | 2008 CQ25  | 1 fev 2008  | Kitt Peak       | Spacewatch          | —         | MPC                           |
| 263309     | 2008 CU27  | 2 fev 2008  | Kitt Peak       | Spacewatch          | —         | MPC                           |
| 263310     | 2008 CL30  | 2 fev 2008  | Kitt Peak       | Spacewatch          | —         | MPC                           |
| 263311     | 2008 CX31  | 2 fev 2008  | Kitt Peak       | Spacewatch          | —         | MPC                           |
| 263312     | 2008 CR34  | 2 fev 2008  | Kitt Peak       | Spacewatch          | —         | MPC                           |
| 263313     | 2008 CD36  | 2 fev 2008  | Kitt Peak       | Spacewatch          | —         | MPC                           |
| 263314     | 2008 CG38  | 2 fev 2008  | Mount Lemmon    | Mount Lemmon Survey | —         | MPC                           |
| 263315     | 2008 CQ39  | 2 fev 2008  | Mount Lemmon    | Mount Lemmon Survey | —         | MPC                           |
| 263316     | 2008 CZ39  | 2 fev 2008  | Mount Lemmon    | Mount Lemmon Survey | Mitidika  | MPC                           |
| 263317     | 2008 CB42  | 2 fev 2008  | Kitt Peak       | Spacewatch          | —         | MPC                           |
| 263318     | 2008 CE43  | 2 fev 2008  | Kitt Peak       | Spacewatch          | —         | MPC                           |
| 263319     | 2008 CT43  | 2 fev 2008  | Kitt Peak       | Spacewatch          | —         | MPC                           |
| 263320     | 2008 CV44  | 2 fev 2008  | Kitt Peak       | Spacewatch          | —         | MPC                           |
| 263321     | 2008 CV45  | 2 fev 2008  | Catalina        | CSS                 | —         | MPC                           |
| 263322     | 2008 CV47  | 3 fev 2008  | Kitt Peak       | Spacewatch          | —         | MPC                           |
| 263323     | 2008 CN49  | 6 fev 2008  | Kitt Peak       | Spacewatch          | —         | MPC                           |
| 263324     | 2008 CK50  | 6 fev 2008  | Catalina        | CSS                 | —         | MPC                           |
| 263325     | 2008 CD51  | 7 fev 2008  | Kitt Peak       | Spacewatch          | —         | MPC                           |
| 263326     | 2008 CT51  | 7 fev 2008  | Kitt Peak       | Spacewatch          | —         | MPC                           |
| 263327     | 2008 CX55  | 7 fev 2008  | Kitt Peak       | Spacewatch          | —         | MPC                           |
| 263328     | 2008 CU61  | 7 fev 2008  | Kitt Peak       | Spacewatch          | —         | MPC                           |
| 263329     | 2008 CZ65  | 8 fev 2008  | Mount Lemmon    | Mount Lemmon Survey | —         | MPC                           |
| 263330     | 2008 CZ67  | 8 fev 2008  | Mount Lemmon    | Mount Lemmon Survey | —         | MPC                           |
| 263331     | 2008 CY71  | 9 fev 2008  | Socorro         | LINEAR              | —         | MPC                           |
| 263332     | 2008 CS73  | 6 fev 2008  | Catalina        | CSS                 | —         | MPC                           |
| 263333     | 2008 CA74  | 8 fev 2008  | Kitt Peak       | Spacewatch          | —         | MPC                           |
| 263334     | 2008 CJ77  | 6 fev 2008  | Catalina        | CSS                 | —         | MPC                           |
| 263335     | 2008 CW77  | 6 fev 2008  | Kitt Peak       | Spacewatch          | —         | MPC                           |
| 263336     | 2008 CC83  | 7 fev 2008  | Kitt Peak       | Spacewatch          | —         | MPC                           |
| 263337     | 2008 CG85  | 7 fev 2008  | Kitt Peak       | Spacewatch          | —         | MPC                           |
| 263338     | 2008 CG86  | 7 fev 2008  | Mount Lemmon    | Mount Lemmon Survey | —         | MPC                           |
| 263339     | 2008 CK86  | 7 fev 2008  | Mount Lemmon    | Mount Lemmon Survey | —         | MPC                           |
| 263340     | 2008 CA88  | 7 fev 2008  | Mount Lemmon    | Mount Lemmon Survey | —         | MPC                           |
| 263341     | 2008 CH89  | 7 fev 2008  | Kitt Peak       | Spacewatch          | Brangane  | MPC                           |
| 263342     | 2008 CQ91  | 8 fev 2008  | Kitt Peak       | Spacewatch          | —         | MPC                           |
| 263343     | 2008 CW97  | 9 fev 2008  | Kitt Peak       | Spacewatch          | —         | MPC                           |
| 263344     | 2008 CM99  | 9 fev 2008  | Kitt Peak       | Spacewatch          | —         | MPC                           |
| 263345     | 2008 CP108 | 9 fev 2008  | Catalina        | CSS                 | —         | MPC                           |
| 263346     | 2008 CW109 | 9 fev 2008  | Kitt Peak       | Spacewatch          | —         | MPC                           |
| 263347     | 2008 CS110 | 10 fev 2008 | Kitt Peak       | Spacewatch          | —         | MPC                           |
| 263348     | 2008 CR115 | 10 fev 2008 | Mount Lemmon    | Mount Lemmon Survey | —         | MPC                           |
| 263349     | 2008 CN117 | 11 fev 2008 | Andrushivka     | Andrushivka Obs.    | —         | MPC                           |
| 263350     | 2008 CN121 | 7 fev 2008  | Kitt Peak       | Spacewatch          | Brangane  | MPC                           |
| 263351     | 2008 CU131 | 8 fev 2008  | Kitt Peak       | Spacewatch          | —         | MPC                           |
| 263352     | 2008 CV131 | 8 fev 2008  | Kitt Peak       | Spacewatch          | —         | MPC                           |
| 263353     | 2008 CE133 | 8 fev 2008  | Kitt Peak       | Spacewatch          | —         | MPC                           |
| 263354     | 2008 CZ135 | 8 fev 2008  | Kitt Peak       | Spacewatch          | Brangane  | MPC                           |
| 263355     | 2008 CG140 | 8 fev 2008  | Kitt Peak       | Spacewatch          | —         | MPC                           |
| 263356     | 2008 CQ142 | 8 fev 2008  | Kitt Peak       | Spacewatch          | —         | MPC                           |
| 263357     | 2008 CR142 | 8 fev 2008  | Kitt Peak       | Spacewatch          | —         | MPC                           |
| 263358     | 2008 CX142 | 8 fev 2008  | Kitt Peak       | Spacewatch          | —         | MPC                           |
| 263359     | 2008 CB146 | 9 fev 2008  | Kitt Peak       | Spacewatch          | —         | MPC                           |
| 263360     | 2008 CK147 | 9 fev 2008  | Kitt Peak       | Spacewatch          | —         | MPC                           |
| 263361     | 2008 CU152 | 9 fev 2008  | Catalina        | CSS                 | —         | MPC                           |
| 263362     | 2008 CC155 | 9 fev 2008  | Mount Lemmon    | Mount Lemmon Survey | —         | MPC                           |
| 263363     | 2008 CM157 | 9 fev 2008  | Catalina        | CSS                 | —         | MPC                           |
| 263364     | 2008 CO157 | 9 fev 2008  | Catalina        | CSS                 | —         | MPC                           |
| 263365     | 2008 CW158 | 9 fev 2008  | Kitt Peak       | Spacewatch          | —         | MPC                           |
| 263366     | 2008 CY158 | 9 fev 2008  | Kitt Peak       | Spacewatch          | —         | MPC                           |
| 263367     | 2008 CZ158 | 9 fev 2008  | Catalina        | CSS                 | —         | MPC                           |
| 263368     | 2008 CE160 | 9 fev 2008  | Kitt Peak       | Spacewatch          | —         | MPC                           |
| 263369     | 2008 CQ163 | 10 fev 2008 | Catalina        | CSS                 | —         | MPC                           |
| 263370     | 2008 CT163 | 10 fev 2008 | Catalina        | CSS                 | —         | MPC                           |
| 263371     | 2008 CE166 | 10 fev 2008 | Kitt Peak       | Spacewatch          | —         | MPC                           |
| 263372     | 2008 CM166 | 10 fev 2008 | Kitt Peak       | Spacewatch          | —         | MPC                           |
| 263373     | 2008 CG168 | 11 fev 2008 | Mount Lemmon    | Mount Lemmon Survey | —         | MPC                           |
| 263374     | 2008 CN172 | 13 fev 2008 | Kitt Peak       | Spacewatch          | —         | MPC                           |
| 263375     | 2008 CH175 | 6 fev 2008  | Socorro         | LINEAR              | —         | MPC                           |
| 263376     | 2008 CB179 | 6 fev 2008  | Catalina        | CSS                 | —         | MPC                           |
| 263377     | 2008 CR180 | 9 fev 2008  | Catalina        | CSS                 | —         | MPC                           |
| 263378     | 2008 CL181 | 13 fev 2008 | Catalina        | CSS                 | —         | MPC                           |
| 263379     | 2008 CN181 | 13 fev 2008 | Anderson Mesa   | LONEOS              | —         | MPC                           |
| 263380     | 2008 CN184 | 9 fev 2008  | Kitt Peak       | Spacewatch          | —         | MPC                           |
| 263381     | 2008 CD188 | 3 fev 2008  | Catalina        | CSS                 | —         | MPC                           |
| 263382     | 2008 CM192 | 3 fev 2008  | Catalina        | CSS                 | —         | MPC                           |
| 263383     | 2008 CR194 | 12 fev 2008 | Kitt Peak       | Spacewatch          | —         | MPC                           |
| 263384     | 2008 CF198 | 11 fev 2008 | Mount Lemmon    | Mount Lemmon Survey | —         | MPC                           |
| 263385     | 2008 CH200 | 11 fev 2008 | Mount Lemmon    | Mount Lemmon Survey | —         | MPC                           |
| 263386     | 2008 CW203 | 13 fev 2008 | Kitt Peak       | Spacewatch          | —         | MPC                           |
| 263387     | 2008 CM204 | 8 fev 2008  | Mount Lemmon    | Mount Lemmon Survey | —         | MPC                           |
| 263388     | 2008 CA205 | 1 fev 2008  | Kitt Peak       | Spacewatch          | —         | MPC                           |
| 263389     | 2008 CR210 | 2 fev 2008  | Kitt Peak       | Spacewatch          | —         | MPC                           |
| 263390     | 2008 CP215 | 13 fev 2008 | Mount Lemmon    | Mount Lemmon Survey | —         | MPC                           |
| 263391     | 2008 DA    | 16 fev 2008 | Taunus          | E. Schwab, R. Kling | Brangane  | MPC                           |
| 263392     | 2008 DH1   | 24 fev 2008 | Kitt Peak       | Spacewatch          | —         | MPC                           |
| 263393     | 2008 DX4   | 28 fev 2008 | Bisei SG Center | BATTeRS             | —         | MPC                           |
| 263394     | 2008 DY6   | 24 fev 2008 | Kitt Peak       | Spacewatch          | —         | MPC                           |
| 263395     | 2008 DL7   | 24 fev 2008 | Mount Lemmon    | Mount Lemmon Survey | —         | MPC                           |
| 263396     | 2008 DS10  | 26 fev 2008 | Kitt Peak       | Spacewatch          | —         | MPC                           |
| 263397     | 2008 DF13  | 26 fev 2008 | Mount Lemmon    | Mount Lemmon Survey | —         | MPC                           |
| 263398     | 2008 DA15  | 26 fev 2008 | Mount Lemmon    | Mount Lemmon Survey | —         | MPC                           |
| 263399     | 2008 DO16  | 27 fev 2008 | Mount Lemmon    | Mount Lemmon Survey | —         | MPC                           |
| 263400     | 2008 DR16  | 27 fev 2008 | Kitt Peak       | Spacewatch          | —         | MPC                           |

## 263401–263500
| Designação | Designação | Descoberta  | Descoberta      | Descobridor(es)     | Categoria | Mais informações / Referência |
| Permanente | Provisória | Data        | Local           | Descobridor(es)     | Categoria | Mais informações / Referência |
| ---------- | ---------- | ----------- | --------------- | ------------------- | --------- | ----------------------------- |
| 263401     | 2008 DE17  | 26 fev 2008 | Socorro         | LINEAR              | —         | MPC                           |
| 263402     | 2008 DO18  | 26 fev 2008 | Mount Lemmon    | Mount Lemmon Survey | —         | MPC                           |
| 263403     | 2008 DD24  | 27 fev 2008 | Catalina        | CSS                 | —         | MPC                           |
| 263404     | 2008 DT25  | 29 fev 2008 | Purple Mountain | PMO NEO             | —         | MPC                           |
| 263405     | 2008 DE26  | 29 fev 2008 | Purple Mountain | PMO NEO             | —         | MPC                           |
| 263406     | 2008 DM26  | 26 fev 2008 | Kitt Peak       | Spacewatch          | Ursula    | MPC                           |
| 263407     | 2008 DQ26  | 28 fev 2008 | Kitt Peak       | Spacewatch          | —         | MPC                           |
| 263408     | 2008 DY26  | 28 fev 2008 | Kitt Peak       | Spacewatch          | —         | MPC                           |
| 263409     | 2008 DO34  | 27 fev 2008 | Catalina        | CSS                 | —         | MPC                           |
| 263410     | 2008 DY35  | 27 fev 2008 | Mount Lemmon    | Mount Lemmon Survey | —         | MPC                           |
| 263411     | 2008 DO36  | 27 fev 2008 | Mount Lemmon    | Mount Lemmon Survey | —         | MPC                           |
| 263412     | 2008 DR37  | 27 fev 2008 | Mount Lemmon    | Mount Lemmon Survey | —         | MPC                           |
| 263413     | 2008 DM38  | 27 fev 2008 | Kitt Peak       | Spacewatch          | —         | MPC                           |
| 263414     | 2008 DE42  | 28 fev 2008 | Kitt Peak       | Spacewatch          | —         | MPC                           |
| 263415     | 2008 DB44  | 28 fev 2008 | Mount Lemmon    | Mount Lemmon Survey | —         | MPC                           |
| 263416     | 2008 DT44  | 28 fev 2008 | Mount Lemmon    | Mount Lemmon Survey | —         | MPC                           |
| 263417     | 2008 DN45  | 28 fev 2008 | Kitt Peak       | Spacewatch          | —         | MPC                           |
| 263418     | 2008 DS45  | 28 fev 2008 | Kitt Peak       | Spacewatch          | —         | MPC                           |
| 263419     | 2008 DE47  | 28 fev 2008 | Kitt Peak       | Spacewatch          | —         | MPC                           |
| 263420     | 2008 DL47  | 28 fev 2008 | Kitt Peak       | Spacewatch          | —         | MPC                           |
| 263421     | 2008 DC49  | 29 fev 2008 | Catalina        | CSS                 | —         | MPC                           |
| 263422     | 2008 DK50  | 29 fev 2008 | Kitt Peak       | Spacewatch          | —         | MPC                           |
| 263423     | 2008 DO52  | 29 fev 2008 | Mount Lemmon    | Mount Lemmon Survey | —         | MPC                           |
| 263424     | 2008 DV54  | 28 fev 2008 | Catalina        | CSS                 | —         | MPC                           |
| 263425     | 2008 DB57  | 27 fev 2008 | Catalina        | CSS                 | —         | MPC                           |
| 263426     | 2008 DN65  | 28 fev 2008 | Catalina        | CSS                 | —         | MPC                           |
| 263427     | 2008 DQ65  | 28 fev 2008 | Kitt Peak       | Spacewatch          | —         | MPC                           |
| 263428     | 2008 DD67  | 29 fev 2008 | Kitt Peak       | Spacewatch          | —         | MPC                           |
| 263429     | 2008 DO67  | 29 fev 2008 | Kitt Peak       | Spacewatch          | —         | MPC                           |
| 263430     | 2008 DH68  | 29 fev 2008 | Kitt Peak       | Spacewatch          | —         | MPC                           |
| 263431     | 2008 DY68  | 29 fev 2008 | Kitt Peak       | Spacewatch          | —         | MPC                           |
| 263432     | 2008 DA69  | 29 fev 2008 | Kitt Peak       | Spacewatch          | —         | MPC                           |
| 263433     | 2008 DB69  | 29 fev 2008 | Kitt Peak       | Spacewatch          | —         | MPC                           |
| 263434     | 2008 DK70  | 27 fev 2008 | Catalina        | CSS                 | —         | MPC                           |
| 263435     | 2008 DP70  | 27 fev 2008 | Catalina        | CSS                 | —         | MPC                           |
| 263436     | 2008 DB74  | 27 fev 2008 | Mount Lemmon    | Mount Lemmon Survey | —         | MPC                           |
| 263437     | 2008 DW75  | 28 fev 2008 | Mount Lemmon    | Mount Lemmon Survey | —         | MPC                           |
| 263438     | 2008 DO78  | 28 fev 2008 | Mount Lemmon    | Mount Lemmon Survey | —         | MPC                           |
| 263439     | 2008 DW78  | 28 fev 2008 | Purple Mountain | PMO NEO             | —         | MPC                           |
| 263440     | 2008 DF79  | 29 fev 2008 | Purple Mountain | PMO NEO             | —         | MPC                           |
| 263441     | 2008 DP79  | 29 fev 2008 | Catalina        | CSS                 | —         | MPC                           |
| 263442     | 2008 DE83  | 28 fev 2008 | Kitt Peak       | Spacewatch          | Brangane  | MPC                           |
| 263443     | 2008 DR83  | 26 fev 2008 | Mount Lemmon    | Mount Lemmon Survey | —         | MPC                           |
| 263444     | 2008 DY86  | 26 fev 2008 | Kitt Peak       | Spacewatch          | Brangane  | MPC                           |
| 263445     | 2008 DZ86  | 26 fev 2008 | Kitt Peak       | Spacewatch          | —         | MPC                           |
| 263446     | 2008 DK88  | 18 fev 2008 | Mount Lemmon    | Mount Lemmon Survey | —         | MPC                           |
| 263447     | 2008 EA1   | 1 mar 2008  | Kachina         | J. Hobart           | —         | MPC                           |
| 263448     | 2008 EG1   | 3 mar 2008  | Dauban          | F. Kugel            | —         | MPC                           |
| 263449     | 2008 EY1   | 1 mar 2008  | Kitt Peak       | Spacewatch          | —         | MPC                           |
| 263450     | 2008 ET2   | 1 mar 2008  | Mount Lemmon    | Mount Lemmon Survey | —         | MPC                           |
| 263451     | 2008 EL4   | 2 mar 2008  | Catalina        | CSS                 | —         | MPC                           |
| 263452     | 2008 EE6   | 2 mar 2008  | Mount Lemmon    | Mount Lemmon Survey | —         | MPC                           |
| 263453     | 2008 EZ6   | 4 mar 2008  | Mayhill         | A. Lowe             | —         | MPC                           |
| 263454     | 2008 EA12  | 1 mar 2008  | Kitt Peak       | Spacewatch          | Eos       | MPC                           |
| 263455     | 2008 ER14  | 1 mar 2008  | Kitt Peak       | Spacewatch          | —         | MPC                           |
| 263456     | 2008 ER15  | 1 mar 2008  | Kitt Peak       | Spacewatch          | —         | MPC                           |
| 263457     | 2008 EX16  | 1 mar 2008  | Kitt Peak       | Spacewatch          | Mitidika  | MPC                           |
| 263458     | 2008 EG17  | 1 mar 2008  | Kitt Peak       | Spacewatch          | —         | MPC                           |
| 263459     | 2008 EL22  | 2 mar 2008  | Purple Mountain | PMO NEO             | —         | MPC                           |
| 263460     | 2008 EM22  | 2 mar 2008  | Purple Mountain | PMO NEO             | —         | MPC                           |
| 263461     | 2008 EK29  | 4 mar 2008  | Mount Lemmon    | Mount Lemmon Survey | —         | MPC                           |
| 263462     | 2008 EO34  | 2 mar 2008  | Kitt Peak       | Spacewatch          | —         | MPC                           |
| 263463     | 2008 EP34  | 2 mar 2008  | Catalina        | CSS                 | —         | MPC                           |
| 263464     | 2008 ET35  | 3 mar 2008  | Kitt Peak       | Spacewatch          | —         | MPC                           |
| 263465     | 2008 EL42  | 4 mar 2008  | Kitt Peak       | Spacewatch          | —         | MPC                           |
| 263466     | 2008 EF43  | 4 mar 2008  | Mount Lemmon    | Mount Lemmon Survey | —         | MPC                           |
| 263467     | 2008 EM48  | 5 mar 2008  | Kitt Peak       | Spacewatch          | Eos       | MPC                           |
| 263468     | 2008 EG53  | 6 mar 2008  | Mount Lemmon    | Mount Lemmon Survey | —         | MPC                           |
| 263469     | 2008 EX57  | 7 mar 2008  | Mount Lemmon    | Mount Lemmon Survey | —         | MPC                           |
| 263470     | 2008 EX59  | 8 mar 2008  | Catalina        | CSS                 | —         | MPC                           |
| 263471     | 2008 ET66  | 23 set 2005 | Catalina        | CSS                 | —         | MPC                           |
| 263472     | 2008 ES67  | 9 mar 2008  | Mount Lemmon    | Mount Lemmon Survey | —         | MPC                           |
| 263473     | 2008 EZ67  | 9 mar 2008  | Mount Lemmon    | Mount Lemmon Survey | —         | MPC                           |
| 263474     | 2008 EL71  | 6 mar 2008  | Mount Lemmon    | Mount Lemmon Survey | —         | MPC                           |
| 263475     | 2008 EK73  | 7 mar 2008  | Catalina        | CSS                 | —         | MPC                           |
| 263476     | 2008 EZ75  | 7 mar 2008  | Kitt Peak       | Spacewatch          | —         | MPC                           |
| 263477     | 2008 EH77  | 7 mar 2008  | Kitt Peak       | Spacewatch          | —         | MPC                           |
| 263478     | 2008 EM77  | 7 mar 2008  | Kitt Peak       | Spacewatch          | —         | MPC                           |
| 263479     | 2008 EF78  | 7 mar 2008  | Kitt Peak       | Spacewatch          | —         | MPC                           |
| 263480     | 2008 EP79  | 8 mar 2008  | Catalina        | CSS                 | —         | MPC                           |
| 263481     | 2008 EF80  | 9 mar 2008  | Kitt Peak       | Spacewatch          | —         | MPC                           |
| 263482     | 2008 EJ80  | 9 mar 2008  | Kitt Peak       | Spacewatch          | —         | MPC                           |
| 263483     | 2008 EC83  | 8 mar 2008  | Socorro         | LINEAR              | —         | MPC                           |
| 263484     | 2008 EJ83  | 9 mar 2008  | Socorro         | LINEAR              | —         | MPC                           |
| 263485     | 2008 ER84  | 11 mar 2008 | Bisei SG Center | BATTeRS             | —         | MPC                           |
| 263486     | 2008 EY86  | 7 mar 2008  | Kitt Peak       | Spacewatch          | Brangane  | MPC                           |
| 263487     | 2008 EV87  | 10 mar 2008 | Mount Lemmon    | Mount Lemmon Survey | —         | MPC                           |
| 263488     | 2008 EE89  | 8 mar 2008  | Socorro         | LINEAR              | —         | MPC                           |
| 263489     | 2008 EJ89  | 8 mar 2008  | Socorro         | LINEAR              | —         | MPC                           |
| 263490     | 2008 EK92  | 3 mar 2008  | Catalina        | CSS                 | —         | MPC                           |
| 263491     | 2008 EY93  | 3 mar 2008  | Mount Lemmon    | Mount Lemmon Survey | —         | MPC                           |
| 263492     | 2008 EY94  | 5 mar 2008  | Mount Lemmon    | Mount Lemmon Survey | —         | MPC                           |
| 263493     | 2008 EX96  | 7 mar 2008  | Mount Lemmon    | Mount Lemmon Survey | —         | MPC                           |
| 263494     | 2008 EP100 | 3 mar 2008  | Lulin           | LUSS                | —         | MPC                           |
| 263495     | 2008 EV100 | 9 mar 2008  | Kitt Peak       | Spacewatch          | Mitidika  | MPC                           |
| 263496     | 2008 EY103 | 5 mar 2008  | Kitt Peak       | Spacewatch          | Brangane  | MPC                           |
| 263497     | 2008 EW105 | 6 mar 2008  | Mount Lemmon    | Mount Lemmon Survey | —         | MPC                           |
| 263498     | 2008 EY106 | 6 mar 2008  | Mount Lemmon    | Mount Lemmon Survey | —         | MPC                           |
| 263499     | 2008 ET116 | 8 mar 2008  | Kitt Peak       | Spacewatch          | —         | MPC                           |
| 263500     | 2008 EV118 | 9 mar 2008  | Mount Lemmon    | Mount Lemmon Survey | —         | MPC                           |

## 263501–263600
| Designação      | Designação | Descoberta  | Descoberta      | Descobridor(es)      | Categoria | Mais informações / Referência |
| Permanente      | Provisória | Data        | Local           | Descobridor(es)      | Categoria | Mais informações / Referência |
| --------------- | ---------- | ----------- | --------------- | -------------------- | --------- | ----------------------------- |
| 263501          | 2008 EG120 | 9 mar 2008  | Kitt Peak       | Spacewatch           | —         | MPC                           |
| 263502          | 2008 EX120 | 9 mar 2008  | Kitt Peak       | Spacewatch           | Ursula    | MPC                           |
| 263503          | 2008 EP121 | 9 mar 2008  | Kitt Peak       | Spacewatch           | —         | MPC                           |
| 263504          | 2008 EP122 | 9 mar 2008  | Kitt Peak       | Spacewatch           | —         | MPC                           |
| 263505          | 2008 EC123 | 9 mar 2008  | Kitt Peak       | Spacewatch           | —         | MPC                           |
| 263506          | 2008 EF126 | 10 mar 2008 | Kitt Peak       | Spacewatch           | —         | MPC                           |
| 263507          | 2008 EG126 | 10 mar 2008 | Kitt Peak       | Spacewatch           | —         | MPC                           |
| 263508          | 2008 EV126 | 10 mar 2008 | Catalina        | CSS                  | —         | MPC                           |
| 263509          | 2008 EF129 | 11 mar 2008 | Kitt Peak       | Spacewatch           | —         | MPC                           |
| 263510          | 2008 EG135 | 11 mar 2008 | Kitt Peak       | Spacewatch           | —         | MPC                           |
| 263511          | 2008 EE136 | 11 mar 2008 | Kitt Peak       | Spacewatch           | —         | MPC                           |
| 263512          | 2008 EP139 | 11 mar 2008 | Kitt Peak       | Spacewatch           | —         | MPC                           |
| 263513          | 2008 ER141 | 12 mar 2008 | Mount Lemmon    | Mount Lemmon Survey  | —         | MPC                           |
| 263514          | 2008 EM143 | 14 mar 2008 | Catalina        | CSS                  | —         | MPC                           |
| 263515          | 2008 EB144 | 8 mar 2008  | Kitt Peak       | Spacewatch           | —         | MPC                           |
| 263516 Alexescu | 2008 EW144 | 13 mar 2008 | La Silla        | EURONEAR             | —         | MPC                           |
| 263517          | 2008 ES147 | 1 mar 2008  | Kitt Peak       | Spacewatch           | —         | MPC                           |
| 263518          | 2008 EA149 | 2 mar 2008  | Kitt Peak       | Spacewatch           | —         | MPC                           |
| 263519          | 2008 EC149 | 2 mar 2008  | Purple Mountain | PMO NEO              | —         | MPC                           |
| 263520          | 2008 EO149 | 4 mar 2008  | Kitt Peak       | Spacewatch           | —         | MPC                           |
| 263521          | 2008 EQ149 | 4 mar 2008  | Purple Mountain | PMO NEO              | —         | MPC                           |
| 263522          | 2008 EN153 | 12 mar 2008 | Kitt Peak       | Spacewatch           | —         | MPC                           |
| 263523          | 2008 ET153 | 13 mar 2008 | Catalina        | CSS                  | —         | MPC                           |
| 263524          | 2008 EZ153 | 15 mar 2008 | Kitt Peak       | Spacewatch           | —         | MPC                           |
| 263525          | 2008 EG157 | 15 mar 2008 | Mount Lemmon    | Mount Lemmon Survey  | —         | MPC                           |
| 263526          | 2008 ET157 | 2 mar 2008  | Kitt Peak       | Spacewatch           | —         | MPC                           |
| 263527          | 2008 EK158 | 10 mar 2008 | Kitt Peak       | Spacewatch           | —         | MPC                           |
| 263528          | 2008 EZ159 | 5 mar 2008  | Kitt Peak       | Spacewatch           | —         | MPC                           |
| 263529          | 2008 EM163 | 13 mar 2008 | Catalina        | CSS                  | —         | MPC                           |
| 263530          | 2008 ED166 | 5 mar 2008  | Kitt Peak       | Spacewatch           | —         | MPC                           |
| 263531          | 2008 FM1   | 25 mar 2008 | Kitt Peak       | Spacewatch           | —         | MPC                           |
| 263532          | 2008 FY2   | 25 mar 2008 | Kitt Peak       | Spacewatch           | —         | MPC                           |
| 263533          | 2008 FZ2   | 25 mar 2008 | Kitt Peak       | Spacewatch           | —         | MPC                           |
| 263534          | 2008 FT3   | 25 mar 2008 | Kitt Peak       | Spacewatch           | —         | MPC                           |
| 263535          | 2008 FN7   | 30 mar 2008 | Modra           | Š. Gajdoš, J. Világi | —         | MPC                           |
| 263536          | 2008 FU7   | 25 mar 2008 | Kitt Peak       | Spacewatch           | —         | MPC                           |
| 263537          | 2008 FK8   | 25 mar 2008 | Kitt Peak       | Spacewatch           | —         | MPC                           |
| 263538          | 2008 FS14  | 26 mar 2008 | Mount Lemmon    | Mount Lemmon Survey  | —         | MPC                           |
| 263539          | 2008 FN16  | 27 mar 2008 | Mount Lemmon    | Mount Lemmon Survey  | —         | MPC                           |
| 263540          | 2008 FA17  | 27 mar 2008 | Kitt Peak       | Spacewatch           | —         | MPC                           |
| 263541          | 2008 FR20  | 27 mar 2008 | Kitt Peak       | Spacewatch           | —         | MPC                           |
| 263542          | 2008 FJ27  | 27 mar 2008 | Kitt Peak       | Spacewatch           | —         | MPC                           |
| 263543          | 2008 FA28  | 27 mar 2008 | Kitt Peak       | Spacewatch           | —         | MPC                           |
| 263544          | 2008 FE28  | 27 mar 2008 | Lulin           | LUSS                 | —         | MPC                           |
| 263545          | 2008 FE29  | 28 mar 2008 | Kitt Peak       | Spacewatch           | —         | MPC                           |
| 263546          | 2008 FJ31  | 28 mar 2008 | Mount Lemmon    | Mount Lemmon Survey  | —         | MPC                           |
| 263547          | 2008 FQ35  | 28 mar 2008 | Mount Lemmon    | Mount Lemmon Survey  | —         | MPC                           |
| 263548          | 2008 FM41  | 28 mar 2008 | Mount Lemmon    | Mount Lemmon Survey  | —         | MPC                           |
| 263549          | 2008 FV41  | 28 mar 2008 | Mount Lemmon    | Mount Lemmon Survey  | —         | MPC                           |
| 263550          | 2008 FR48  | 28 mar 2008 | Mount Lemmon    | Mount Lemmon Survey  | —         | MPC                           |
| 263551          | 2008 FF50  | 28 mar 2008 | Mount Lemmon    | Mount Lemmon Survey  | —         | MPC                           |
| 263552          | 2008 FR50  | 28 mar 2008 | Kitt Peak       | Spacewatch           | —         | MPC                           |
| 263553          | 2008 FB54  | 28 mar 2008 | Mount Lemmon    | Mount Lemmon Survey  | —         | MPC                           |
| 263554          | 2008 FH55  | 28 mar 2008 | Mount Lemmon    | Mount Lemmon Survey  | —         | MPC                           |
| 263555          | 2008 FM57  | 28 mar 2008 | Mount Lemmon    | Mount Lemmon Survey  | —         | MPC                           |
| 263556          | 2008 FU57  | 28 mar 2008 | Kitt Peak       | Spacewatch           | —         | MPC                           |
| 263557          | 2008 FP59  | 29 mar 2008 | Kitt Peak       | Spacewatch           | —         | MPC                           |
| 263558          | 2008 FW60  | 29 mar 2008 | Mount Lemmon    | Mount Lemmon Survey  | —         | MPC                           |
| 263559          | 2008 FZ60  | 29 mar 2008 | Mount Lemmon    | Mount Lemmon Survey  | —         | MPC                           |
| 263560          | 2008 FJ61  | 30 mar 2008 | Catalina        | CSS                  | —         | MPC                           |
| 263561          | 2008 FX67  | 28 mar 2008 | Kitt Peak       | Spacewatch           | —         | MPC                           |
| 263562          | 2008 FY67  | 28 mar 2008 | Mount Lemmon    | Mount Lemmon Survey  | —         | MPC                           |
| 263563          | 2008 FL68  | 28 mar 2008 | Mount Lemmon    | Mount Lemmon Survey  | —         | MPC                           |
| 263564          | 2008 FS69  | 28 mar 2008 | Kitt Peak       | Spacewatch           | —         | MPC                           |
| 263565          | 2008 FB70  | 28 mar 2008 | Kitt Peak       | Spacewatch           | —         | MPC                           |
| 263566          | 2008 FQ70  | 28 mar 2008 | Kitt Peak       | Spacewatch           | —         | MPC                           |
| 263567          | 2008 FU70  | 29 mar 2008 | Catalina        | CSS                  | —         | MPC                           |
| 263568          | 2008 FH71  | 29 mar 2008 | Catalina        | CSS                  | —         | MPC                           |
| 263569          | 2008 FO71  | 30 mar 2008 | Kitt Peak       | Spacewatch           | —         | MPC                           |
| 263570          | 2008 FV75  | 29 mar 2008 | Catalina        | CSS                  | —         | MPC                           |
| 263571          | 2008 FZ75  | 30 mar 2008 | Socorro         | LINEAR               | —         | MPC                           |
| 263572          | 2008 FL77  | 27 mar 2008 | Mount Lemmon    | Mount Lemmon Survey  | —         | MPC                           |
| 263573          | 2008 FX77  | 27 mar 2008 | Mount Lemmon    | Mount Lemmon Survey  | —         | MPC                           |
| 263574          | 2008 FV79  | 27 mar 2008 | Mount Lemmon    | Mount Lemmon Survey  | —         | MPC                           |
| 263575          | 2008 FR82  | 28 mar 2008 | Kitt Peak       | Spacewatch           | —         | MPC                           |
| 263576          | 2008 FT82  | 28 mar 2008 | Mount Lemmon    | Mount Lemmon Survey  | —         | MPC                           |
| 263577          | 2008 FG83  | 28 mar 2008 | Kitt Peak       | Spacewatch           | —         | MPC                           |
| 263578          | 2008 FB84  | 28 mar 2008 | Kitt Peak       | Spacewatch           | —         | MPC                           |
| 263579          | 2008 FR88  | 28 mar 2008 | Mount Lemmon    | Mount Lemmon Survey  | —         | MPC                           |
| 263580          | 2008 FC90  | 29 mar 2008 | Mount Lemmon    | Mount Lemmon Survey  | —         | MPC                           |
| 263581          | 2008 FN90  | 29 mar 2008 | Mount Lemmon    | Mount Lemmon Survey  | —         | MPC                           |
| 263582          | 2008 FE92  | 29 mar 2008 | Mount Lemmon    | Mount Lemmon Survey  | —         | MPC                           |
| 263583          | 2008 FK93  | 29 mar 2008 | Mount Lemmon    | Mount Lemmon Survey  | —         | MPC                           |
| 263584          | 2008 FZ96  | 29 mar 2008 | Kitt Peak       | Spacewatch           | —         | MPC                           |
| 263585          | 2008 FX98  | 30 mar 2008 | Kitt Peak       | Spacewatch           | —         | MPC                           |
| 263586          | 2008 FS104 | 30 mar 2008 | Kitt Peak       | Spacewatch           | —         | MPC                           |
| 263587          | 2008 FF105 | 31 mar 2008 | Kitt Peak       | Spacewatch           | —         | MPC                           |
| 263588          | 2008 FH107 | 31 mar 2008 | Kitt Peak       | Spacewatch           | —         | MPC                           |
| 263589          | 2008 FY107 | 31 mar 2008 | Kitt Peak       | Spacewatch           | —         | MPC                           |
| 263590          | 2008 FY110 | 31 mar 2008 | Kitt Peak       | Spacewatch           | —         | MPC                           |
| 263591          | 2008 FT112 | 31 mar 2008 | Kitt Peak       | Spacewatch           | —         | MPC                           |
| 263592          | 2008 FJ115 | 31 mar 2008 | Mount Lemmon    | Mount Lemmon Survey  | —         | MPC                           |
| 263593          | 2008 FM115 | 31 mar 2008 | Mount Lemmon    | Mount Lemmon Survey  | —         | MPC                           |
| 263594          | 2008 FR115 | 31 mar 2008 | Mount Lemmon    | Mount Lemmon Survey  | —         | MPC                           |
| 263595          | 2008 FR117 | 31 mar 2008 | Kitt Peak       | Spacewatch           | —         | MPC                           |
| 263596          | 2008 FC121 | 31 mar 2008 | Mount Lemmon    | Mount Lemmon Survey  | —         | MPC                           |
| 263597          | 2008 FF124 | 29 mar 2008 | Kitt Peak       | Spacewatch           | —         | MPC                           |
| 263598          | 2008 FX124 | 30 mar 2008 | Kitt Peak       | Spacewatch           | —         | MPC                           |
| 263599          | 2008 FE125 | 30 mar 2008 | Kitt Peak       | Spacewatch           | —         | MPC                           |
| 263600          | 2008 FO125 | 31 mar 2008 | Kitt Peak       | Spacewatch           | —         | MPC                           |

## 263601–263700
| Designação  | Designação | Descoberta  | Descoberta       | Descobridor(es)      | Categoria | Mais informações / Referência |
| Permanente  | Provisória | Data        | Local            | Descobridor(es)      | Categoria | Mais informações / Referência |
| ----------- | ---------- | ----------- | ---------------- | -------------------- | --------- | ----------------------------- |
| 263601      | 2008 FS129 | 31 mar 2008 | Kitt Peak        | Spacewatch           | —         | MPC                           |
| 263602      | 2008 FW130 | 31 mar 2008 | Kitt Peak        | Spacewatch           | —         | MPC                           |
| 263603      | 2008 FX130 | 31 mar 2008 | Catalina         | CSS                  | —         | MPC                           |
| 263604      | 2008 FN131 | 29 mar 2008 | Catalina         | CSS                  | —         | MPC                           |
| 263605      | 2008 FP132 | 28 mar 2008 | Mount Lemmon     | Mount Lemmon Survey  | —         | MPC                           |
| 263606      | 2008 FS133 | 28 mar 2008 | Mount Lemmon     | Mount Lemmon Survey  | —         | MPC                           |
| 263607      | 2008 FN135 | 31 mar 2008 | Mount Lemmon     | Mount Lemmon Survey  | —         | MPC                           |
| 263608      | 2008 FP135 | 31 mar 2008 | Mount Lemmon     | Mount Lemmon Survey  | —         | MPC                           |
| 263609      | 2008 FO136 | 28 mar 2008 | Kitt Peak        | Spacewatch           | —         | MPC                           |
| 263610      | 2008 FP136 | 28 mar 2008 | Mount Lemmon     | Mount Lemmon Survey  | —         | MPC                           |
| 263611      | 2008 FY136 | 29 mar 2008 | Catalina         | CSS                  | —         | MPC                           |
| 263612      | 2008 GJ1   | 3 abr 2008  | La Sagra         | Mallorca Obs.        | —         | MPC                           |
| 263613 Enol | 2008 GM1   | 3 abr 2008  | La Cañada        | J. Lacruz            | —         | MPC                           |
| 263614      | 2008 GH3   | 1 abr 2008  | Goodricke-Pigott | R. A. Tucker         | —         | MPC                           |
| 263615      | 2008 GA5   | 1 abr 2008  | Kitt Peak        | Spacewatch           | —         | MPC                           |
| 263616      | 2008 GD11  | 1 abr 2008  | Kitt Peak        | Spacewatch           | —         | MPC                           |
| 263617      | 2008 GG14  | 3 abr 2008  | Mount Lemmon     | Mount Lemmon Survey  | —         | MPC                           |
| 263618      | 2008 GR14  | 3 abr 2008  | Kitt Peak        | Spacewatch           | —         | MPC                           |
| 263619      | 2008 GR23  | 1 abr 2008  | Mount Lemmon     | Mount Lemmon Survey  | —         | MPC                           |
| 263620      | 2008 GJ24  | 1 abr 2008  | Mount Lemmon     | Mount Lemmon Survey  | —         | MPC                           |
| 263621      | 2008 GE34  | 3 abr 2008  | Mount Lemmon     | Mount Lemmon Survey  | Mitidika  | MPC                           |
| 263622      | 2008 GS36  | 3 abr 2008  | Kitt Peak        | Spacewatch           | —         | MPC                           |
| 263623      | 2008 GH39  | 3 abr 2008  | Kitt Peak        | Spacewatch           | —         | MPC                           |
| 263624      | 2008 GV41  | 4 abr 2008  | Kitt Peak        | Spacewatch           | —         | MPC                           |
| 263625      | 2008 GM42  | 4 abr 2008  | Kitt Peak        | Spacewatch           | —         | MPC                           |
| 263626      | 2008 GS42  | 4 abr 2008  | Kitt Peak        | Spacewatch           | —         | MPC                           |
| 263627      | 2008 GF47  | 4 abr 2008  | Kitt Peak        | Spacewatch           | —         | MPC                           |
| 263628      | 2008 GK48  | 5 abr 2008  | Kitt Peak        | Spacewatch           | —         | MPC                           |
| 263629      | 2008 GN49  | 5 abr 2008  | Kitt Peak        | Spacewatch           | —         | MPC                           |
| 263630      | 2008 GU58  | 5 abr 2008  | Mount Lemmon     | Mount Lemmon Survey  | —         | MPC                           |
| 263631      | 2008 GF59  | 5 abr 2008  | Mount Lemmon     | Mount Lemmon Survey  | —         | MPC                           |
| 263632      | 2008 GW59  | 5 abr 2008  | Catalina         | CSS                  | —         | MPC                           |
| 263633      | 2008 GQ60  | 5 abr 2008  | Catalina         | CSS                  | —         | MPC                           |
| 263634      | 2008 GY60  | 5 abr 2008  | Catalina         | CSS                  | Mitidika  | MPC                           |
| 263635      | 2008 GM66  | 6 abr 2008  | Kitt Peak        | Spacewatch           | —         | MPC                           |
| 263636      | 2008 GH67  | 6 abr 2008  | Kitt Peak        | Spacewatch           | —         | MPC                           |
| 263637      | 2008 GC70  | 6 abr 2008  | Mount Lemmon     | Mount Lemmon Survey  | —         | MPC                           |
| 263638      | 2008 GN70  | 6 abr 2008  | Mount Lemmon     | Mount Lemmon Survey  | —         | MPC                           |
| 263639      | 2008 GF73  | 7 abr 2008  | Mount Lemmon     | Mount Lemmon Survey  | Mitidika  | MPC                           |
| 263640      | 2008 GC77  | 7 abr 2008  | Kitt Peak        | Spacewatch           | —         | MPC                           |
| 263641      | 2008 GX77  | 7 abr 2008  | Kitt Peak        | Spacewatch           | —         | MPC                           |
| 263642      | 2008 GN78  | 7 abr 2008  | Kitt Peak        | Spacewatch           | —         | MPC                           |
| 263643      | 2008 GX78  | 7 abr 2008  | Kitt Peak        | Spacewatch           | Eos       | MPC                           |
| 263644      | 2008 GW79  | 7 abr 2008  | Kitt Peak        | Spacewatch           | —         | MPC                           |
| 263645      | 2008 GD83  | 8 abr 2008  | Kitt Peak        | Spacewatch           | —         | MPC                           |
| 263646      | 2008 GH85  | 8 abr 2008  | Mount Lemmon     | Mount Lemmon Survey  | —         | MPC                           |
| 263647      | 2008 GK86  | 9 abr 2008  | Kitt Peak        | Spacewatch           | Mitidika  | MPC                           |
| 263648      | 2008 GN86  | 9 abr 2008  | Kitt Peak        | Spacewatch           | —         | MPC                           |
| 263649      | 2008 GD88  | 6 abr 2008  | Kitt Peak        | Spacewatch           | —         | MPC                           |
| 263650      | 2008 GE89  | 6 abr 2008  | Kitt Peak        | Spacewatch           | Brangane  | MPC                           |
| 263651      | 2008 GU89  | 6 abr 2008  | Mount Lemmon     | Mount Lemmon Survey  | —         | MPC                           |
| 263652      | 2008 GT90  | 6 abr 2008  | Mount Lemmon     | Mount Lemmon Survey  | —         | MPC                           |
| 263653      | 2008 GT95  | 8 abr 2008  | Kitt Peak        | Spacewatch           | —         | MPC                           |
| 263654      | 2008 GR96  | 8 abr 2008  | Kitt Peak        | Spacewatch           | —         | MPC                           |
| 263655      | 2008 GR99  | 9 abr 2008  | Kitt Peak        | Spacewatch           | —         | MPC                           |
| 263656      | 2008 GS100 | 9 abr 2008  | Kitt Peak        | Spacewatch           | —         | MPC                           |
| 263657      | 2008 GY101 | 10 abr 2008 | Kitt Peak        | Spacewatch           | —         | MPC                           |
| 263658      | 2008 GD102 | 10 abr 2008 | Kitt Peak        | Spacewatch           | —         | MPC                           |
| 263659      | 2008 GL102 | 10 abr 2008 | Kitt Peak        | Spacewatch           | —         | MPC                           |
| 263660      | 2008 GJ103 | 11 abr 2008 | Kitt Peak        | Spacewatch           | —         | MPC                           |
| 263661      | 2008 GS103 | 11 abr 2008 | Kitt Peak        | Spacewatch           | Phocaea   | MPC                           |
| 263662      | 2008 GZ104 | 11 abr 2008 | Kitt Peak        | Spacewatch           | —         | MPC                           |
| 263663      | 2008 GJ109 | 13 abr 2008 | Mount Lemmon     | Mount Lemmon Survey  | —         | MPC                           |
| 263664      | 2008 GW109 | 13 abr 2008 | Calvin-Rehoboth  | Calvin–Rehoboth Obs. | —         | MPC                           |
| 263665      | 2008 GU110 | 3 abr 2008  | Catalina         | CSS                  | —         | MPC                           |
| 263666      | 2008 GW112 | 13 abr 2008 | Catalina         | CSS                  | —         | MPC                           |
| 263667      | 2008 GP113 | 9 abr 2008  | Kitt Peak        | Spacewatch           | —         | MPC                           |
| 263668      | 2008 GT113 | 9 abr 2008  | Kitt Peak        | Spacewatch           | Mitidika  | MPC                           |
| 263669      | 2008 GU113 | 9 abr 2008  | Kitt Peak        | Spacewatch           | —         | MPC                           |
| 263670      | 2008 GQ114 | 11 abr 2008 | Catalina         | CSS                  | —         | MPC                           |
| 263671      | 2008 GW114 | 11 abr 2008 | Kitt Peak        | Spacewatch           | —         | MPC                           |
| 263672      | 2008 GO119 | 11 abr 2008 | Kitt Peak        | Spacewatch           | —         | MPC                           |
| 263673      | 2008 GX119 | 12 abr 2008 | Kitt Peak        | Spacewatch           | —         | MPC                           |
| 263674      | 2008 GG120 | 12 abr 2008 | Catalina         | CSS                  | —         | MPC                           |
| 263675      | 2008 GH121 | 13 abr 2008 | Kitt Peak        | Spacewatch           | —         | MPC                           |
| 263676      | 2008 GT121 | 13 abr 2008 | Kitt Peak        | Spacewatch           | —         | MPC                           |
| 263677      | 2008 GF122 | 13 abr 2008 | Kitt Peak        | Spacewatch           | —         | MPC                           |
| 263678      | 2008 GS122 | 13 abr 2008 | Kitt Peak        | Spacewatch           | —         | MPC                           |
| 263679      | 2008 GM127 | 14 abr 2008 | Mount Lemmon     | Mount Lemmon Survey  | —         | MPC                           |
| 263680      | 2008 GZ129 | 4 abr 2008  | Mount Lemmon     | Mount Lemmon Survey  | Brangane  | MPC                           |
| 263681      | 2008 GG130 | 5 abr 2008  | Catalina         | CSS                  | —         | MPC                           |
| 263682      | 2008 GO131 | 1 abr 2008  | Kitt Peak        | Spacewatch           | Ursula    | MPC                           |
| 263683      | 2008 GQ131 | 3 abr 2008  | Kitt Peak        | Spacewatch           | —         | MPC                           |
| 263684      | 2008 GS131 | 6 abr 2008  | Catalina         | CSS                  | —         | MPC                           |
| 263685      | 2008 GC132 | 7 abr 2008  | Kitt Peak        | Spacewatch           | —         | MPC                           |
| 263686      | 2008 GK132 | 13 abr 2008 | Mount Lemmon     | Mount Lemmon Survey  | —         | MPC                           |
| 263687      | 2008 GN133 | 3 abr 2008  | Mount Lemmon     | Mount Lemmon Survey  | Brangane  | MPC                           |
| 263688      | 2008 GQ133 | 1 abr 2008  | Mount Lemmon     | Mount Lemmon Survey  | —         | MPC                           |
| 263689      | 2008 GZ133 | 5 abr 2008  | Kitt Peak        | Spacewatch           | —         | MPC                           |
| 263690      | 2008 GQ136 | 4 abr 2008  | Kitt Peak        | Spacewatch           | —         | MPC                           |
| 263691      | 2008 GX137 | 9 abr 2008  | Kitt Peak        | Spacewatch           | —         | MPC                           |
| 263692      | 2008 GC142 | 14 abr 2008 | Mount Lemmon     | Mount Lemmon Survey  | —         | MPC                           |
| 263693      | 2008 GZ143 | 1 abr 2008  | Kitt Peak        | Spacewatch           | —         | MPC                           |
| 263694      | 2008 HN4   | 29 abr 2008 | La Sagra         | Mallorca Obs.        | —         | MPC                           |
| 263695      | 2008 HW6   | 24 abr 2008 | Mount Lemmon     | Mount Lemmon Survey  | —         | MPC                           |
| 263696      | 2008 HJ8   | 24 abr 2008 | Kitt Peak        | Spacewatch           | —         | MPC                           |
| 263697      | 2008 HE9   | 24 abr 2008 | Kitt Peak        | Spacewatch           | —         | MPC                           |
| 263698      | 2008 HO11  | 24 abr 2008 | Kitt Peak        | Spacewatch           | Brangane  | MPC                           |
| 263699      | 2008 HV11  | 24 abr 2008 | Kitt Peak        | Spacewatch           | —         | MPC                           |
| 263700      | 2008 HR13  | 25 abr 2008 | Kitt Peak        | Spacewatch           | —         | MPC                           |

## 263701–263800
| Designação | Designação | Descoberta  | Descoberta      | Descobridor(es)      | Categoria | Mais informações / Referência |
| Permanente | Provisória | Data        | Local           | Descobridor(es)      | Categoria | Mais informações / Referência |
| ---------- | ---------- | ----------- | --------------- | -------------------- | --------- | ----------------------------- |
| 263701     | 2008 HF14  | 25 abr 2008 | Kitt Peak       | Spacewatch           | —         | MPC                           |
| 263702     | 2008 HA18  | 26 abr 2008 | Kitt Peak       | Spacewatch           | —         | MPC                           |
| 263703     | 2008 HX18  | 26 abr 2008 | Mount Lemmon    | Mount Lemmon Survey  | —         | MPC                           |
| 263704     | 2008 HZ25  | 27 abr 2008 | Kitt Peak       | Spacewatch           | Brangane  | MPC                           |
| 263705     | 2008 HL26  | 27 abr 2008 | Mount Lemmon    | Mount Lemmon Survey  | Ursula    | MPC                           |
| 263706     | 2008 HC29  | 28 abr 2008 | Kitt Peak       | Spacewatch           | —         | MPC                           |
| 263707     | 2008 HV30  | 29 abr 2008 | Mount Lemmon    | Mount Lemmon Survey  | —         | MPC                           |
| 263708     | 2008 HD32  | 29 abr 2008 | Mount Lemmon    | Mount Lemmon Survey  | Eos       | MPC                           |
| 263709     | 2008 HX33  | 27 abr 2008 | Kitt Peak       | Spacewatch           | Juno      | MPC                           |
| 263710     | 2008 HZ33  | 27 abr 2008 | Kitt Peak       | Spacewatch           | —         | MPC                           |
| 263711     | 2008 HQ34  | 27 abr 2008 | Kitt Peak       | Spacewatch           | —         | MPC                           |
| 263712     | 2008 HC36  | 29 abr 2008 | Mount Lemmon    | Mount Lemmon Survey  | —         | MPC                           |
| 263713     | 2008 HK36  | 30 abr 2008 | Mount Lemmon    | Mount Lemmon Survey  | —         | MPC                           |
| 263714     | 2008 HR37  | 30 abr 2008 | La Sagra        | Mallorca Obs.        | —         | MPC                           |
| 263715     | 2008 HB41  | 26 abr 2008 | Mount Lemmon    | Mount Lemmon Survey  | —         | MPC                           |
| 263716     | 2008 HW41  | 26 abr 2008 | Mount Lemmon    | Mount Lemmon Survey  | —         | MPC                           |
| 263717     | 2008 HY41  | 26 abr 2008 | Mount Lemmon    | Mount Lemmon Survey  | —         | MPC                           |
| 263718     | 2008 HE44  | 27 abr 2008 | Mount Lemmon    | Mount Lemmon Survey  | —         | MPC                           |
| 263719     | 2008 HA46  | 28 abr 2008 | Kitt Peak       | Spacewatch           | —         | MPC                           |
| 263720     | 2008 HS47  | 28 abr 2008 | Kitt Peak       | Spacewatch           | —         | MPC                           |
| 263721     | 2008 HO49  | 29 abr 2008 | Mount Lemmon    | Mount Lemmon Survey  | —         | MPC                           |
| 263722     | 2008 HH50  | 29 abr 2008 | Kitt Peak       | Spacewatch           | —         | MPC                           |
| 263723     | 2008 HP50  | 29 abr 2008 | Kitt Peak       | Spacewatch           | Eos       | MPC                           |
| 263724     | 2008 HS50  | 29 abr 2008 | Kitt Peak       | Spacewatch           | —         | MPC                           |
| 263725     | 2008 HN51  | 15 out 1999 | Socorro         | LINEAR               | —         | MPC                           |
| 263726     | 2008 HR51  | 29 abr 2008 | Kitt Peak       | Spacewatch           | —         | MPC                           |
| 263727     | 2008 HZ52  | 29 abr 2008 | Mount Lemmon    | Mount Lemmon Survey  | —         | MPC                           |
| 263728     | 2008 HA54  | 29 abr 2008 | Kitt Peak       | Spacewatch           | Brangane  | MPC                           |
| 263729     | 2008 HT54  | 29 abr 2008 | Kitt Peak       | Spacewatch           | —         | MPC                           |
| 263730     | 2008 HQ56  | 30 abr 2008 | Kitt Peak       | Spacewatch           | —         | MPC                           |
| 263731     | 2008 HT59  | 30 abr 2008 | Mount Lemmon    | Mount Lemmon Survey  | —         | MPC                           |
| 263732     | 2008 HL60  | 28 abr 2008 | Mount Lemmon    | Mount Lemmon Survey  | —         | MPC                           |
| 263733     | 2008 HR66  | 28 abr 2008 | Catalina        | CSS                  | —         | MPC                           |
| 263734     | 2008 HD69  | 27 abr 2008 | Mount Lemmon    | Mount Lemmon Survey  | —         | MPC                           |
| 263735     | 2008 JQ3   | 1 mai 2008  | Kitt Peak       | Spacewatch           | —         | MPC                           |
| 263736     | 2008 JT3   | 1 mai 2008  | Kitt Peak       | Spacewatch           | —         | MPC                           |
| 263737     | 2008 JJ4   | 1 mai 2008  | Kitt Peak       | Spacewatch           | Brangane  | MPC                           |
| 263738     | 2008 JO5   | 3 mai 2008  | Mount Lemmon    | Mount Lemmon Survey  | —         | MPC                           |
| 263739     | 2008 JO9   | 3 mai 2008  | Kitt Peak       | Spacewatch           | —         | MPC                           |
| 263740     | 2008 JW14  | 6 mai 2008  | Dauban          | F. Kugel             | —         | MPC                           |
| 263741     | 2008 JY14  | 6 mai 2008  | Dauban          | F. Kugel             | —         | MPC                           |
| 263742     | 2008 JF18  | 4 mai 2008  | Kitt Peak       | Spacewatch           | —         | MPC                           |
| 263743     | 2008 JE20  | 8 mai 2008  | Kachina         | J. Hobart            | —         | MPC                           |
| 263744     | 2008 JX21  | 5 mai 2008  | Mount Lemmon    | Mount Lemmon Survey  | Phocaea   | MPC                           |
| 263745     | 2008 JG22  | 6 mai 2008  | Siding Spring   | SSS                  | —         | MPC                           |
| 263746     | 2008 JE23  | 7 mai 2008  | Kitt Peak       | Spacewatch           | —         | MPC                           |
| 263747     | 2008 JS25  | 8 mai 2008  | Kitt Peak       | Spacewatch           | —         | MPC                           |
| 263748     | 2008 JB26  | 11 mai 2008 | Catalina        | CSS                  | —         | MPC                           |
| 263749     | 2008 JF26  | 8 mai 2008  | Socorro         | LINEAR               | —         | MPC                           |
| 263750     | 2008 JQ28  | 8 mai 2008  | Kitt Peak       | Spacewatch           | —         | MPC                           |
| 263751     | 2008 JT28  | 8 mai 2008  | Kitt Peak       | Spacewatch           | —         | MPC                           |
| 263752     | 2008 JS30  | 11 mai 2008 | Kitt Peak       | Spacewatch           | —         | MPC                           |
| 263753     | 2008 JM34  | 15 mai 2008 | Kitt Peak       | Spacewatch           | —         | MPC                           |
| 263754     | 2008 JS34  | 15 mai 2008 | Kitt Peak       | Spacewatch           | —         | MPC                           |
| 263755     | 2008 JC39  | 3 mai 2008  | Kitt Peak       | Spacewatch           | —         | MPC                           |
| 263756     | 2008 JQ39  | 14 mai 2008 | Mount Lemmon    | Mount Lemmon Survey  | Phocaea   | MPC                           |
| 263757     | 2008 KD    | 26 mai 2008 | Kachina         | J. Hobart            | —         | MPC                           |
| 263758     | 2008 KE5   | 27 mai 2008 | Kitt Peak       | Spacewatch           | —         | MPC                           |
| 263759     | 2008 KT6   | 26 mai 2008 | Mount Lemmon    | Mount Lemmon Survey  | —         | MPC                           |
| 263760     | 2008 KF9   | 27 mai 2008 | Kitt Peak       | Spacewatch           | —         | MPC                           |
| 263761     | 2008 KT9   | 27 mai 2008 | Kitt Peak       | Spacewatch           | —         | MPC                           |
| 263762     | 2008 KH11  | 29 mai 2008 | Mount Lemmon    | Mount Lemmon Survey  | —         | MPC                           |
| 263763     | 2008 KV11  | 28 mai 2008 | Calvin-Rehoboth | Calvin–Rehoboth Obs. | —         | MPC                           |
| 263764     | 2008 KE12  | 26 mai 2008 | Mount Lemmon    | Mount Lemmon Survey  | —         | MPC                           |
| 263765     | 2008 KQ14  | 27 mai 2008 | Kitt Peak       | Spacewatch           | —         | MPC                           |
| 263766     | 2008 KZ15  | 27 mai 2008 | Kitt Peak       | Spacewatch           | —         | MPC                           |
| 263767     | 2008 KP16  | 27 mai 2008 | Kitt Peak       | Spacewatch           | —         | MPC                           |
| 263768     | 2008 KR16  | 27 mai 2008 | Kitt Peak       | Spacewatch           | —         | MPC                           |
| 263769     | 2008 KN25  | 29 mai 2008 | Mount Lemmon    | Mount Lemmon Survey  | Phocaea   | MPC                           |
| 263770     | 2008 KP28  | 31 mai 2008 | Mount Lemmon    | Mount Lemmon Survey  | —         | MPC                           |
| 263771     | 2008 KY28  | 27 mai 2008 | Mount Lemmon    | Mount Lemmon Survey  | —         | MPC                           |
| 263772     | 2008 KE34  | 30 mai 2008 | Mount Lemmon    | Mount Lemmon Survey  | —         | MPC                           |
| 263773     | 2008 KW36  | 29 mai 2008 | Kitt Peak       | Spacewatch           | Brangane  | MPC                           |
| 263774     | 2008 KS37  | 30 mai 2008 | Kitt Peak       | Spacewatch           | —         | MPC                           |
| 263775     | 2008 KK40  | 29 mai 2008 | Grove Creek     | F. Tozzi             | Ursula    | MPC                           |
| 263776     | 2008 LZ    | 1 jun 2008  | Kitt Peak       | Spacewatch           | —         | MPC                           |
| 263777     | 2008 LN2   | 1 jun 2008  | Kitt Peak       | Spacewatch           | —         | MPC                           |
| 263778     | 2008 LP2   | 1 jun 2008  | Kitt Peak       | Spacewatch           | —         | MPC                           |
| 263779     | 2008 LB3   | 1 jun 2008  | Mount Lemmon    | Mount Lemmon Survey  | —         | MPC                           |
| 263780     | 2008 LN4   | 3 jun 2008  | Kitt Peak       | Spacewatch           | —         | MPC                           |
| 263781     | 2008 LT5   | 3 jun 2008  | Mount Lemmon    | Mount Lemmon Survey  | —         | MPC                           |
| 263782     | 2008 LH6   | 3 jun 2008  | Kitt Peak       | Spacewatch           | —         | MPC                           |
| 263783     | 2008 LE9   | 3 jun 2008  | Kitt Peak       | Spacewatch           | —         | MPC                           |
| 263784     | 2008 LS10  | 6 jun 2008  | Kitt Peak       | Spacewatch           | —         | MPC                           |
| 263785     | 2008 LB11  | 6 jun 2008  | Kitt Peak       | Spacewatch           | —         | MPC                           |
| 263786     | 2008 LS13  | 7 jun 2008  | Kitt Peak       | Spacewatch           | Phocaea   | MPC                           |
| 263787     | 2008 LJ16  | 11 jun 2008 | Kitt Peak       | Spacewatch           | —         | MPC                           |
| 263788     | 2008 MG4   | 30 jun 2008 | Kitt Peak       | Spacewatch           | —         | MPC                           |
| 263789     | 2008 MA5   | 27 jun 2008 | Cerro Burek     | Alianza S4 Obs.      | —         | MPC                           |
| 263790     | 2008 PG22  | 10 ago 2008 | Črni Vrh        | Črni Vrh             | —         | MPC                           |
| 263791     | 2008 QY3   | 23 ago 2008 | Socorro         | LINEAR               | —         | MPC                           |
| 263792     | 2008 QX5   | 25 ago 2008 | La Sagra        | Mallorca Obs.        | Vesta     | MPC                           |
| 263793     | 2008 QE37  | 21 ago 2008 | Kitt Peak       | Spacewatch           | Juno      | MPC                           |
| 263794     | 2008 QQ37  | 21 ago 2008 | Kitt Peak       | Spacewatch           | Vesta     | MPC                           |
| 263795     | 2008 QP41  | 21 ago 2008 | Kitt Peak       | Spacewatch           | Vesta     | MPC                           |
| 263796     | 2008 QP42  | 24 ago 2008 | Kitt Peak       | Spacewatch           | Vesta     | MPC                           |
| 263797     | 2008 RK2   | 2 set 2008  | Kitt Peak       | Spacewatch           | Vesta     | MPC                           |
| 263798     | 2008 RE5   | 2 set 2008  | Kitt Peak       | Spacewatch           | —         | MPC                           |
| 263799     | 2008 RA10  | 3 set 2008  | Kitt Peak       | Spacewatch           | Vesta     | MPC                           |
| 263800     | 2008 RQ16  | 4 set 2008  | Kitt Peak       | Spacewatch           | Vesta     | MPC                           |

## 263801–263900
| Designação         | Designação | Descoberta  | Descoberta        | Descobridor(es)        | Categoria | Mais informações / Referência |
| Permanente         | Provisória | Data        | Local             | Descobridor(es)        | Categoria | Mais informações / Referência |
| ------------------ | ---------- | ----------- | ----------------- | ---------------------- | --------- | ----------------------------- |
| 263801             | 2008 RU16  | 4 set 2008  | Kitt Peak         | Spacewatch             | Vesta     | MPC                           |
| 263802             | 2008 RG19  | 4 set 2008  | Kitt Peak         | Spacewatch             | Vesta     | MPC                           |
| 263803             | 2008 RK27  | 8 set 2008  | Dauban            | F. Kugel               | Vesta     | MPC                           |
| 263804             | 2008 RD31  | 2 set 2008  | Kitt Peak         | Spacewatch             | Vesta     | MPC                           |
| 263805             | 2008 RP31  | 2 set 2008  | Kitt Peak         | Spacewatch             | Vesta     | MPC                           |
| 263806             | 2008 RW37  | 25 abr 2003 | Kitt Peak         | Spacewatch             | Vesta     | MPC                           |
| 263807             | 2008 RJ45  | 2 set 2008  | Kitt Peak         | Spacewatch             | Vesta     | MPC                           |
| 263808             | 2008 RQ54  | 3 set 2008  | Kitt Peak         | Spacewatch             | Vesta     | MPC                           |
| 263809             | 2008 RU55  | 3 set 2008  | Kitt Peak         | Spacewatch             | Vesta     | MPC                           |
| 263810             | 2008 RD56  | 3 set 2008  | Kitt Peak         | Spacewatch             | Vesta     | MPC                           |
| 263811             | 2008 RV99  | 2 set 2008  | Kitt Peak         | Spacewatch             | Vesta     | MPC                           |
| 263812             | 2008 RW121 | 3 set 2008  | Kitt Peak         | Spacewatch             | Vesta     | MPC                           |
| 263813             | 2008 RD122 | 3 set 2008  | Kitt Peak         | Spacewatch             | Juno      | MPC                           |
| 263814             | 2008 RS122 | 4 set 2008  | Kitt Peak         | Spacewatch             | Vesta     | MPC                           |
| 263815             | 2008 RH125 | 7 set 2008  | Mount Lemmon      | Mount Lemmon Survey    | Vesta     | MPC                           |
| 263816             | 2008 RV125 | 9 set 2008  | Mount Lemmon      | Mount Lemmon Survey    | Vesta     | MPC                           |
| 263817             | 2008 RJ126 | 2 set 2008  | Kitt Peak         | Spacewatch             | Vesta     | MPC                           |
| 263818             | 2008 RX126 | 5 set 2008  | Kitt Peak         | Spacewatch             | Vesta     | MPC                           |
| 263819             | 2008 RR128 | 10 set 2008 | Kitt Peak         | Spacewatch             | Vesta     | MPC                           |
| 263820             | 2008 RF140 | 8 set 2008  | Bergisch Gladbach | W. Bickel              | —         | MPC                           |
| 263821             | 2008 SX41  | 20 set 2008 | Mount Lemmon      | Mount Lemmon Survey    | Vesta     | MPC                           |
| 263822             | 2008 SO49  | 20 set 2008 | Mount Lemmon      | Mount Lemmon Survey    | Vesta     | MPC                           |
| 263823             | 2008 SD78  | 23 set 2008 | Mount Lemmon      | Mount Lemmon Survey    | Vesta     | MPC                           |
| 263824             | 2008 SP155 | 23 set 2008 | Socorro           | LINEAR                 | Brangane  | MPC                           |
| 263825             | 2008 SM172 | 22 set 2008 | Mount Lemmon      | Mount Lemmon Survey    | Vesta     | MPC                           |
| 263826             | 2008 SA180 | 24 set 2008 | Kitt Peak         | Spacewatch             | Vesta     | MPC                           |
| 263827             | 2008 SR190 | 25 set 2008 | Mount Lemmon      | Mount Lemmon Survey    | Vesta     | MPC                           |
| 263828             | 2008 SG191 | 25 set 2008 | Mount Lemmon      | Mount Lemmon Survey    | Vesta     | MPC                           |
| 263829             | 2008 SL222 | 25 set 2008 | Mount Lemmon      | Mount Lemmon Survey    | Vesta     | MPC                           |
| 263830             | 2008 SK227 | 28 set 2008 | Mount Lemmon      | Mount Lemmon Survey    | Vesta     | MPC                           |
| 263831             | 2008 SR254 | 22 set 2008 | Catalina          | CSS                    | Vesta     | MPC                           |
| 263832             | 2008 SU279 | 24 set 2008 | Mount Lemmon      | Mount Lemmon Survey    | Vesta     | MPC                           |
| 263833             | 2008 TJ53  | 2 out 2008  | Mount Lemmon      | Mount Lemmon Survey    | Vesta     | MPC                           |
| 263834             | 2008 TS54  | 2 out 2008  | Kitt Peak         | Spacewatch             | Vesta     | MPC                           |
| 263835             | 2008 TA62  | 2 out 2008  | Catalina          | CSS                    | —         | MPC                           |
| 263836             | 2008 TU100 | 6 out 2008  | Kitt Peak         | Spacewatch             | Vesta     | MPC                           |
| 263837             | 2008 TJ130 | 8 out 2008  | Mount Lemmon      | Mount Lemmon Survey    | Vesta     | MPC                           |
| 263838             | 2008 US21  | 19 out 2008 | Kitt Peak         | Spacewatch             | —         | MPC                           |
| 263839             | 2008 WM2   | 20 nov 2008 | Catalina          | CSS                    | Juno      | MPC                           |
| 263840             | 2008 WG61  | 24 nov 2008 | Kitt Peak         | Spacewatch             | Vesta     | MPC                           |
| 263841             | 2008 XM30  | 1 dez 2008  | Kitt Peak         | Spacewatch             | —         | MPC                           |
| 263842             | 2008 YS158 | 30 dez 2008 | Mount Lemmon      | Mount Lemmon Survey    | —         | MPC                           |
| 263843             | 2008 YT160 | 31 dez 2008 | Kitt Peak         | Spacewatch             | —         | MPC                           |
| 263844 Johnfarrell | 2009 BV7   | 21 jan 2009 | Kachina           | J. Hobart              | —         | MPC                           |
| 263845             | 2009 BM10  | 21 jan 2009 | Socorro           | LINEAR                 | —         | MPC                           |
| 263846             | 2009 BP13  | 25 jan 2009 | Socorro           | LINEAR                 | Juno      | MPC                           |
| 263847             | 2009 BS30  | 16 jan 2009 | Kitt Peak         | Spacewatch             | —         | MPC                           |
| 263848             | 2009 BF44  | 16 jan 2009 | Kitt Peak         | Spacewatch             | Mitidika  | MPC                           |
| 263849             | 2009 BL83  | 31 jan 2009 | Uccle             | T. Pauwels, E. W. Elst | —         | MPC                           |
| 263850             | 2009 BO84  | 25 jan 2009 | Kitt Peak         | Spacewatch             | —         | MPC                           |
| 263851             | 2009 BT112 | 31 jan 2009 | Mount Lemmon      | Mount Lemmon Survey    | —         | MPC                           |
| 263852             | 2009 BV121 | 31 jan 2009 | Kitt Peak         | Spacewatch             | —         | MPC                           |
| 263853             | 2009 BC124 | 31 jan 2009 | Kitt Peak         | Spacewatch             | —         | MPC                           |
| 263854             | 2009 BP126 | 29 jan 2009 | Kitt Peak         | Spacewatch             | —         | MPC                           |
| 263855             | 2009 BS145 | 30 jan 2009 | Kitt Peak         | Spacewatch             | —         | MPC                           |
| 263856             | 2009 BX146 | 30 jan 2009 | Mount Lemmon      | Mount Lemmon Survey    | —         | MPC                           |
| 263857             | 2009 BF149 | 31 jan 2009 | Kitt Peak         | Spacewatch             | —         | MPC                           |
| 263858             | 2009 BJ171 | 17 jan 2009 | Kitt Peak         | Spacewatch             | —         | MPC                           |
| 263859             | 2009 BX178 | 30 jan 2009 | Mount Lemmon      | Mount Lemmon Survey    | —         | MPC                           |
| 263860             | 2009 CD11  | 1 fev 2009  | Mount Lemmon      | Mount Lemmon Survey    | —         | MPC                           |
| 263861             | 2009 CN30  | 1 fev 2009  | Kitt Peak         | Spacewatch             | —         | MPC                           |
| 263862             | 2009 DQ2   | 17 fev 2009 | Dauban            | F. Kugel               | —         | MPC                           |
| 263863             | 2009 DV3   | 18 fev 2009 | Socorro           | LINEAR                 | —         | MPC                           |
| 263864             | 2009 DD16  | 17 fev 2009 | La Sagra          | Mallorca Obs.          | —         | MPC                           |
| 263865             | 2009 DY23  | 20 fev 2009 | Catalina          | CSS                    | —         | MPC                           |
| 263866             | 2009 DF33  | 20 fev 2009 | Kitt Peak         | Spacewatch             | —         | MPC                           |
| 263867             | 2009 DN33  | 20 fev 2009 | Kitt Peak         | Spacewatch             | Ursula    | MPC                           |
| 263868             | 2009 DN40  | 16 fev 2009 | Catalina          | CSS                    | Juno      | MPC                           |
| 263869             | 2009 DY41  | 19 fev 2009 | La Sagra          | Mallorca Obs.          | —         | MPC                           |
| 263870             | 2009 DE45  | 21 fev 2009 | Socorro           | LINEAR                 | —         | MPC                           |
| 263871             | 2009 DP47  | 28 fev 2009 | Socorro           | LINEAR                 | —         | MPC                           |
| 263872             | 2009 DA50  | 19 fev 2009 | Kitt Peak         | Spacewatch             | —         | MPC                           |
| 263873             | 2009 DT75  | 21 fev 2009 | Mount Lemmon      | Mount Lemmon Survey    | —         | MPC                           |
| 263874             | 2009 DQ96  | 24 fev 2009 | Kitt Peak         | Spacewatch             | —         | MPC                           |
| 263875             | 2009 DD105 | 26 fev 2009 | Kitt Peak         | Spacewatch             | —         | MPC                           |
| 263876             | 2009 DB125 | 19 fev 2009 | Kitt Peak         | Spacewatch             | —         | MPC                           |
| 263877             | 2009 DO125 | 19 fev 2009 | Kitt Peak         | Spacewatch             | —         | MPC                           |
| 263878             | 2009 DX138 | 22 fev 2009 | Siding Spring     | SSS                    | —         | MPC                           |
| 263879             | 2009 DG139 | 27 fev 2009 | Kitt Peak         | Spacewatch             | Mitidika  | MPC                           |
| 263880             | 2009 EW5   | 1 mar 2009  | Kitt Peak         | Spacewatch             | —         | MPC                           |
| 263881             | 2009 ES10  | 1 mar 2009  | Kitt Peak         | Spacewatch             | —         | MPC                           |
| 263882             | 2009 EW20  | 15 mar 2009 | Kitt Peak         | Spacewatch             | —         | MPC                           |
| 263883             | 2009 EJ23  | 8 mar 2009  | Mount Lemmon      | Mount Lemmon Survey    | —         | MPC                           |
| 263884             | 2009 EC26  | 8 mar 2009  | Mount Lemmon      | Mount Lemmon Survey    | —         | MPC                           |
| 263885             | 2009 EZ26  | 15 mar 2009 | Kitt Peak         | Spacewatch             | —         | MPC                           |
| 263886             | 2009 EU27  | 2 mar 2009  | Kitt Peak         | Spacewatch             | —         | MPC                           |
| 263887             | 2009 FU    | 16 mar 2009 | La Sagra          | Mallorca Obs.          | —         | MPC                           |
| 263888             | 2009 FT1   | 17 mar 2009 | La Sagra          | Mallorca Obs.          | —         | MPC                           |
| 263889             | 2009 FB3   | 17 mar 2009 | Mayhill           | A. Lowe                | —         | MPC                           |
| 263890             | 2009 FX13  | 16 mar 2009 | Dauban            | F. Kugel               | —         | MPC                           |
| 263891             | 2009 FY13  | 17 mar 2009 | Dauban            | F. Kugel               | —         | MPC                           |
| 263892             | 2009 FZ13  | 17 mar 2009 | Dauban            | F. Kugel               | —         | MPC                           |
| 263893             | 2009 FD14  | 18 mar 2009 | La Sagra          | Mallorca Obs.          | —         | MPC                           |
| 263894             | 2009 FF17  | 16 mar 2009 | La Sagra          | Mallorca Obs.          | Phocaea   | MPC                           |
| 263895             | 2009 FK18  | 19 mar 2009 | La Sagra          | Mallorca Obs.          | —         | MPC                           |
| 263896             | 2009 FU18  | 20 mar 2009 | La Sagra          | Mallorca Obs.          | —         | MPC                           |
| 263897             | 2009 FO19  | 21 mar 2009 | Dauban            | F. Kugel               | —         | MPC                           |
| 263898             | 2009 FM21  | 19 mar 2009 | Socorro           | LINEAR                 | —         | MPC                           |
| 263899             | 2009 FR22  | 19 mar 2009 | Kitt Peak         | Spacewatch             | Koronis   | MPC                           |
| 263900             | 2009 FY23  | 16 mar 2009 | La Sagra          | Mallorca Obs.          | —         | MPC                           |

## 263901–264000
| Designação          | Designação | Descoberta  | Descoberta        | Descobridor(es)           | Categoria | Mais informações / Referência |
| Permanente          | Provisória | Data        | Local             | Descobridor(es)           | Categoria | Mais informações / Referência |
| ------------------- | ---------- | ----------- | ----------------- | ------------------------- | --------- | ----------------------------- |
| 263901              | 2009 FF25  | 23 mar 2009 | La Sagra          | Mallorca Obs.             | —         | MPC                           |
| 263902              | 2009 FS34  | 24 mar 2009 | Mount Lemmon      | Mount Lemmon Survey       | —         | MPC                           |
| 263903              | 2009 FQ35  | 22 mar 2009 | Mount Lemmon      | Mount Lemmon Survey       | —         | MPC                           |
| 263904              | 2009 FA37  | 23 mar 2009 | Purple Mountain   | PMO NEO                   | —         | MPC                           |
| 263905              | 2009 FC38  | 25 mar 2009 | Mount Lemmon      | Mount Lemmon Survey       | —         | MPC                           |
| 263906 Yuanfengfang | 2009 FS44  | 21 mar 2009 | Lulin Observatory | Z.-W. Jin, C.-S. Lin      | —         | MPC                           |
| 263907              | 2009 FP46  | 27 mar 2009 | Kitt Peak         | Spacewatch                | —         | MPC                           |
| 263908              | 2009 FV46  | 27 mar 2009 | Kitt Peak         | Spacewatch                | —         | MPC                           |
| 263909              | 2009 FC48  | 30 mar 2009 | Hibiscus          | N. Teamo                  | —         | MPC                           |
| 263910              | 2009 FZ51  | 28 mar 2009 | Mount Lemmon      | Mount Lemmon Survey       | —         | MPC                           |
| 263911              | 2009 FS61  | 17 mar 2009 | Kitt Peak         | Spacewatch                | —         | MPC                           |
| 263912              | 2009 FA64  | 29 mar 2009 | Kitt Peak         | Spacewatch                | —         | MPC                           |
| 263913              | 2009 FL64  | 31 mar 2009 | Mount Lemmon      | Mount Lemmon Survey       | —         | MPC                           |
| 263914              | 2009 FZ65  | 19 mar 2009 | Kitt Peak         | Spacewatch                | —         | MPC                           |
| 263915              | 2009 FU66  | 24 mar 2009 | Kitt Peak         | Spacewatch                | —         | MPC                           |
| 263916              | 2009 FW67  | 24 mar 2009 | Kitt Peak         | Spacewatch                | —         | MPC                           |
| 263917              | 2009 FL69  | 17 mar 2009 | Kitt Peak         | Spacewatch                | —         | MPC                           |
| 263918              | 2009 FV69  | 18 mar 2009 | Kitt Peak         | Spacewatch                | —         | MPC                           |
| 263919              | 2009 FL72  | 18 mar 2009 | Catalina          | CSS                       | —         | MPC                           |
| 263920              | 2009 FH75  | 18 mar 2009 | Kitt Peak         | Spacewatch                | —         | MPC                           |
| 263921              | 2009 GN3   | 15 abr 2009 | Socorro           | LINEAR                    | —         | MPC                           |
| 263922              | 2009 HQ    | 16 abr 2009 | Catalina          | CSS                       | —         | MPC                           |
| 263923              | 2009 HR1   | 17 abr 2009 | Catalina          | CSS                       | —         | MPC                           |
| 263924              | 2009 HT5   | 17 abr 2009 | Kitt Peak         | Spacewatch                | —         | MPC                           |
| 263925              | 2009 HW18  | 19 abr 2009 | Kitt Peak         | Spacewatch                | —         | MPC                           |
| 263926              | 2009 HE20  | 17 abr 2009 | Catalina          | CSS                       | —         | MPC                           |
| 263927              | 2009 HD28  | 18 abr 2009 | Kitt Peak         | Spacewatch                | —         | MPC                           |
| 263928              | 2009 HP36  | 20 abr 2009 | La Sagra          | Mallorca Obs.             | —         | MPC                           |
| 263929              | 2009 HK37  | 17 abr 2009 | Catalina          | CSS                       | —         | MPC                           |
| 263930              | 2009 HA42  | 20 abr 2009 | Kitt Peak         | Spacewatch                | —         | MPC                           |
| 263931              | 2009 HO42  | 20 abr 2009 | Kitt Peak         | Spacewatch                | —         | MPC                           |
| 263932 Speyer       | 2009 HY44  | 22 abr 2009 | Tzec Maun         | E. Schwab                 | —         | MPC                           |
| 263933              | 2009 HM45  | 21 abr 2009 | La Sagra          | Mallorca Obs.             | —         | MPC                           |
| 263934              | 2009 HF48  | 19 abr 2009 | Kitt Peak         | Spacewatch                | —         | MPC                           |
| 263935              | 2009 HG53  | 19 abr 2009 | Mount Lemmon      | Mount Lemmon Survey       | —         | MPC                           |
| 263936              | 2009 HW53  | 20 abr 2009 | Kitt Peak         | Spacewatch                | —         | MPC                           |
| 263937              | 2009 HP54  | 20 abr 2009 | Kitt Peak         | Spacewatch                | —         | MPC                           |
| 263938              | 2009 HR54  | 20 abr 2009 | Kitt Peak         | Spacewatch                | —         | MPC                           |
| 263939              | 2009 HR57  | 23 abr 2009 | Marly             | P. Kocher                 | —         | MPC                           |
| 263940 Malyshkina   | 2009 HN58  | 20 abr 2009 | Zelenchukskaya    | T. V. Kryachko            | —         | MPC                           |
| 263941              | 2009 HK65  | 23 abr 2009 | Kitt Peak         | Spacewatch                | —         | MPC                           |
| 263942              | 2009 HZ69  | 22 abr 2009 | Mount Lemmon      | Mount Lemmon Survey       | —         | MPC                           |
| 263943              | 2009 HY74  | 27 abr 2009 | Mount Lemmon      | Mount Lemmon Survey       | —         | MPC                           |
| 263944              | 2009 HD80  | 28 abr 2009 | Catalina          | CSS                       | —         | MPC                           |
| 263945              | 2009 HK80  | 28 abr 2009 | Catalina          | CSS                       | —         | MPC                           |
| 263946              | 2009 HZ86  | 30 abr 2009 | Mount Lemmon      | Mount Lemmon Survey       | —         | MPC                           |
| 263947              | 2009 HL88  | 24 abr 2009 | La Sagra          | Mallorca Obs.             | —         | MPC                           |
| 263948              | 2009 HV88  | 23 abr 2009 | La Sagra          | Mallorca Obs.             | —         | MPC                           |
| 263949              | 2009 HQ89  | 30 abr 2009 | La Sagra          | Mallorca Obs.             | —         | MPC                           |
| 263950              | 2009 HB94  | 28 abr 2009 | Cerro Burek       | Alianza S4 Obs.           | —         | MPC                           |
| 263951              | 2009 HJ94  | 27 abr 2009 | Moletai           | K. Černis, J. Zdanavičius | —         | MPC                           |
| 263952              | 2009 HA102 | 19 abr 2009 | Kitt Peak         | Spacewatch                | —         | MPC                           |
| 263953              | 2009 HB102 | 19 abr 2009 | Kitt Peak         | Spacewatch                | —         | MPC                           |
| 263954              | 2009 HD102 | 20 abr 2009 | Kitt Peak         | Spacewatch                | —         | MPC                           |
| 263955              | 2009 HO102 | 23 abr 2009 | Kitt Peak         | Spacewatch                | —         | MPC                           |
| 263956              | 2009 HG103 | 18 abr 2009 | Kitt Peak         | Spacewatch                | —         | MPC                           |
| 263957              | 2009 HK103 | 18 abr 2009 | Mount Lemmon      | Mount Lemmon Survey       | Brangane  | MPC                           |
| 263958              | 2009 HU104 | 19 abr 2009 | Kitt Peak         | Spacewatch                | —         | MPC                           |
| 263959              | 2009 JJ    | 2 mai 2009  | La Sagra          | Mallorca Obs.             | —         | MPC                           |
| 263960              | 2009 JO    | 3 mai 2009  | La Sagra          | Mallorca Obs.             | —         | MPC                           |
| 263961              | 2009 JR1   | 2 mai 2009  | Purple Mountain   | PMO NEO                   | —         | MPC                           |
| 263962              | 2009 JA4   | 13 mai 2009 | Kitt Peak         | Spacewatch                | —         | MPC                           |
| 263963              | 2009 JL4   | 1 mai 2009  | Cerro Burek       | Alianza S4 Obs.           | —         | MPC                           |
| 263964              | 2009 JU6   | 13 mai 2009 | Mount Lemmon      | Mount Lemmon Survey       | —         | MPC                           |
| 263965              | 2009 JP7   | 13 mai 2009 | Kitt Peak         | Spacewatch                | —         | MPC                           |
| 263966              | 2009 JK8   | 13 mai 2009 | Kitt Peak         | Spacewatch                | —         | MPC                           |
| 263967              | 2009 JU8   | 13 mai 2009 | Kitt Peak         | Spacewatch                | —         | MPC                           |
| 263968              | 2009 JF12  | 15 mai 2009 | Kitt Peak         | Spacewatch                | —         | MPC                           |
| 263969              | 2009 JD13  | 2 mai 2009  | La Sagra          | Mallorca Obs.             | —         | MPC                           |
| 263970              | 2009 JQ17  | 1 mai 2009  | Mount Lemmon      | Mount Lemmon Survey       | —         | MPC                           |
| 263971              | 2009 KB1   | 17 mai 2009 | Dauban            | F. Kugel                  | —         | MPC                           |
| 263972              | 2009 KC1   | 17 mai 2009 | Dauban            | F. Kugel                  | —         | MPC                           |
| 263973              | 2009 KL1   | 18 mai 2009 | La Sagra          | Mallorca Obs.             | —         | MPC                           |
| 263974              | 2009 KG2   | 19 mai 2009 | La Sagra          | Mallorca Obs.             | —         | MPC                           |
| 263975              | 2009 KY2   | 24 mai 2009 | Skylive           | F. Tozzi                  | Juno      | MPC                           |
| 263976              | 2009 KD5   | 26 mai 2009 | La Sagra          | Mallorca Obs.             | —         | MPC                           |
| 263977              | 2009 KH7   | 26 mai 2009 | La Sagra          | Mallorca Obs.             | —         | MPC                           |
| 263978              | 2009 KY7   | 18 mai 2009 | La Sagra          | Mallorca Obs.             | —         | MPC                           |
| 263979              | 2009 KE8   | 28 mai 2009 | La Sagra          | Mallorca Obs.             | —         | MPC                           |
| 263980              | 2009 KV10  | 25 mai 2009 | Kitt Peak         | Spacewatch                | —         | MPC                           |
| 263981              | 2009 KX16  | 26 mai 2009 | Kitt Peak         | Spacewatch                | —         | MPC                           |
| 263982              | 2009 KR17  | 26 mai 2009 | Kitt Peak         | Spacewatch                | —         | MPC                           |
| 263983              | 2009 KD22  | 17 mai 2009 | Mount Lemmon      | Mount Lemmon Survey       | —         | MPC                           |
| 263984              | 2009 KP22  | 16 mai 2009 | Mount Lemmon      | Mount Lemmon Survey       | —         | MPC                           |
| 263985              | 2009 KX22  | 26 mai 2009 | Catalina          | CSS                       | —         | MPC                           |
| 263986              | 2009 KO25  | 28 mai 2009 | Mount Lemmon      | Mount Lemmon Survey       | Ursula    | MPC                           |
| 263987              | 2009 KR28  | 30 mai 2009 | Mount Lemmon      | Mount Lemmon Survey       | —         | MPC                           |
| 263988              | 2009 LJ1   | 12 jun 2009 | Kitt Peak         | Spacewatch                | —         | MPC                           |
| 263989              | 2009 LP1   | 12 jun 2009 | Bergisch Gladbac  | W. Bickel                 | —         | MPC                           |
| 263990              | 2009 LX4   | 14 jun 2009 | Kitt Peak         | Spacewatch                | —         | MPC                           |
| 263991              | 2009 MZ    | 21 jun 2009 | Skylive           | F. Tozzi                  | —         | MPC                           |
| 263992              | 2009 ME5   | 21 jun 2009 | Kitt Peak         | Spacewatch                | —         | MPC                           |
| 263993              | 2009 MT8   | 27 jun 2009 | La Sagra          | Mallorca Obs.             | —         | MPC                           |
| 263994              | 2009 MJ9   | 23 jun 2009 | Mount Lemmon      | Mount Lemmon Survey       | —         | MPC                           |
| 263995              | 2009 MV9   | 23 jun 2009 | Mount Lemmon      | Mount Lemmon Survey       | —         | MPC                           |
| 263996              | 2009 NW    | 15 jul 2009 | La Sagra          | Mallorca Obs.             | —         | MPC                           |
| 263997              | 2009 OK2   | 18 jul 2009 | La Sagra          | Mallorca Obs.             | —         | MPC                           |
| 263998              | 2009 OZ3   | 17 jul 2009 | La Sagra          | Mallorca Obs.             | —         | MPC                           |
| 263999              | 2009 OL4   | 19 jul 2009 | La Sagra          | Mallorca Obs.             | Brangane  | MPC                           |
| 264000              | 2009 OB6   | 19 jul 2009 | La Sagra          | Mallorca Obs.             | —         | MPC                           |